# Résultats par département des élections législatives françaises de 2002
L'élection des députés de la XIIe législature de la Cinquième République française a eu lieu les 9 et 16 juin 2002. Voici les résultats par département.

En cas de triangulaires, le battu indiqué est le candidat arrivé deuxième et les scores au second tour sont mis en italiques.

## Ain

Députés élus de l'Ain par circonscription

Dans ce département alors dirigé par la droite, l'UMP réussit le grand-chelem, parvenant à enlever à la gauche la seule circonscription qu'elle détenait jusqu'à présent, celle de Bourg-en-Bresse où le député socialiste sortant André Godin est battu par le maire de la ville. Ce scrutin législatif est également marqué par le retrait de l'une des principales personnalités locales, Charles Millon, parti tenter sa chance dans le département voisin du Rhône. L'UMP Étienne Blanc réussit à garder à droite la circonscription de l'ancien ministre de la défense.
| Circonscription | Député sortant | Parti  | Parti  | Député élu ou réélu  | Parti | Parti |
| --------------- | -------------- | ------ | ------ | -------------------- | ----- | ----- |
| 1re             | André Godin    |        | PS     | Jean-Michel Bertrand |       | UMP   |
| 2e              | Lucien Guichon |        | RPR    | Lucien Guichon       |       | UMP   |
| 3e              | Vacant         | Vacant | Vacant | Étienne Blanc        |       | UMP   |
| 4e              | Michel Voisin  |        | UDF    | Michel Voisin        |       | UMP   |

## Aisne

Députés élus de l'Aisne par circonscription

La gauche, alors majoritaire au conseil général, conserve de justesse la majorité des circonscriptions. Elle limite donc les pertes dans un département où Jean-Marie Le Pen était arrivé en tête, un mois plus tôt, au premier tour de l’élection présidentielle. La circonscription de Saint-Quentin est la seule à basculer, en raison de la victoire de l'UMP Xavier Bertrand sur la socialiste sortante. Au sud du département, la circonscription de Château-Thierry confirme le bien-fondé de sa réputation de place-forte de la droite départementale. Incapable de porter l'un de ses représentants locaux au second tour, la gauche y fut réduite à arbitrer le duel entre le secrétaire d'État aux PME Renaud Dutreil et un candidat d'extrême-droite. De son côté, élu précédemment sous l'étiquette MDC, Jacques Desallangre a abandonné le parti chevènementiste pour se présenter sous l'étiquette Divers gauche et l'a emporté malgré la concurrence, au premier tour, d'un candidat investi par le PS .
| Circonscription                                 | Député sortant        | Parti | Parti | Député élu ou réélu   | Parti | Parti         |
| ----------------------------------------------- | --------------------- | ----- | ----- | --------------------- | ----- | ------------- |
| 1re                                             | René Dosière          |       | PS    | René Dosière          |       | PS            |
| 2e                                              | Odette Grzegrzulka    |       | PS    | Xavier Bertrand       |       | UMP           |
| 3e                                              | Jean-Pierre Balligand |       | PS    | Jean-Pierre Balligand |       | PS            |
| 4e                                              | Jacques Desallangre   |       | MDC   | Jacques Desallangre   |       | Divers gauche |
| 5e                                              | Renaud Dutreil        |       | UDF   | Renaud Dutreil        |       | UMP           |
| * député sortant ne se représentant pas en 2002 |                       |       |       |                       |       |               |

## Allier

Députés élus de l'Allier par circonscription

Département dont le conseil général est alors dirigé par la droite mais dont toutes les circonscriptions avaient été gagnées par la gauche en 1997, l'Allier est à l'occasion du scrutin législatif de 2002 le terrain d'un affrontement particulièrement équilibré entre droite et gauche. Dans trois des quatre circonscriptions du département, le vainqueur a obtenu moins de 51 % des suffrages exprimés au second tour et, au terme de cette consultation électorale, les deux coalitions comptent le même nombre de députés. Si le PCF ne parvient pas à conserver l'ancienne circonscription d'André Lajoinie, lequel ne se représentait pas, il sauve celle de Montluçon. Le PS pour sa part perd son seul et unique siège avec la défaite de François Colcombet contre le maire UMP de Moulins.
| Circonscription | Député sortant      | Parti | Parti | Député élu ou réélu   | Parti | Parti |
| --------------- | ------------------- | ----- | ----- | --------------------- | ----- | ----- |
| 1re             | François Colcombet  |       | PS    | Pierre-André Périssol |       | UMP   |
| 2e              | Pierre Goldberg     |       | PCF   | Pierre Goldberg       |       | PCF   |
| 3e              | André Lajoinie nsrp |       | PCF   | Yves Simon            |       | UMP   |
| 4e              | Gérard Charasse     |       | PRG   | Gérard Charasse       |       | PRG   |

## Alpes-de-Haute-Provence

Députés élus des Alpes-de-Haute-Provence par circonscription

La gauche a frôlé la catastrophe mais sauve les meubles dans ce département dont elle détenait alors le conseil général et les deux circonscriptions. Tandis que le radical de gauche sortant Robert Honde est très largement battu dans la circonscription du nord et de l'ouest, l'ancien ministre socialiste Jean-Louis Bianco, par ailleurs président du conseil général, sauve in extremis son siège en recueillant moins de 51 % des suffrages exprimés au second tour.
| Circonscription | Député sortant    | Parti | Parti | Député élu ou réélu | Parti | Parti |
| --------------- | ----------------- | ----- | ----- | ------------------- | ----- | ----- |
| 1re             | Jean-Louis Bianco |       | PS    | Jean-Louis Bianco   |       | PS    |
| 2e              | Robert Honde      |       | PRG   | Daniel Spagnou      |       | UMP   |

## Hautes-Alpes

Députés élus des Alpes-de-Haute-Provence par circonscription

Droite et gauche parviennent à se neutraliser en faisant basculer chacune des deux circonscriptions aux dépens de la coalition adverse. Ainsi, l'UMP Henriette Martinez reprend le siège que lui avait enlevé le socialiste Daniel Chevallier en 1997, pendant que le radical de gauche Joël Giraud réussit à s'emparer, à la surprise générale, de la circonscription de Briançon. Il semble bénéficier des difficultés de la droite locale à s'organiser après le départ du sortant Patrick Ollier pour les Hauts-de-Seine.
| Circonscription | Député sortant    | Parti | Parti | Député élu ou réélu | Parti | Parti |
| --------------- | ----------------- | ----- | ----- | ------------------- | ----- | ----- |
| 1re             | Daniel Chevallier |       | PS    | Henriette Martinez  |       | UMP   |
| 2e              | Patrick Ollier    |       | RPR   | Joël Giraud         |       | PRG   |

## Alpes-Maritimes

Députés élus des Alpes-de-Haute-Provence par circonscription

Le département, alors présidé par l'UMP Christian Estrosi, confirme son ancrage à droite puisque celle-ci y réalise le grand chelem, enlevant à la gauche la seule circonscription qu'elle détenait jusqu'ici, celle du vert André Aschieri à Grasse. Le PS est rétrogradé au rang de troisième force politique des Alpes-Maritimes derrière le FN. En effet, dans plus de la moitié des circonscriptions, la gauche ne parvient pas à franchir le premier tour et doit arbitrer des duels entre la droite et l'extrême-droite. Fort du très bon résultat obtenu par Jean-Marie Le Pen lors du premier tour de la précédente élection présidentielle (25,99 %), le FN réalise une nouvelle fois l'une de ses meilleures performances dans les Alpes-Maritimes. Ses représentants se qualifient pour le second tour dans six circonscriptions sur neuf. Ils sont toutefois largement battus par les candidats UMP dans cinq d'entre elles, tandis que la plus célèbre des frontistes locaux, Marie-France Stirbois, doit se contenter de la troisième place à Nice, dans la deuxième circonscription, la seule du département dont le sort est déterminé au terme d'une triangulaire.
| Circonscription | Député sortant            | Parti | Parti     | Député élu ou réélu      | Parti | Parti |
| --------------- | ------------------------- | ----- | --------- | ------------------------ | ----- | ----- |
| 1re             | Charles Ehrmann           |       | UDF (PR)  | Jérôme Rivière           |       | UMP   |
| 2e              | Jacqueline Mathieu-Obadia |       | RPR       | Muriel Marland-Militello |       | UMP   |
| 3e              | Rudy Salles               |       | UDF (PR)  | Rudy Salles              |       | UDF   |
| 4e              | Jean-Claude Guibal        |       | RPR       | Jean-Claude Guibal       |       | UMP   |
| 5e              | Christian Estrosi         |       | RPR       | Christian Estrosi        |       | UMP   |
| 6e              | Lionnel Luca              |       | RPR       | Lionnel Luca             |       | UMP   |
| 7e              | Jean Leonetti             |       | UDF (Rad) | Jean Leonetti            |       | UMP   |
| 8e              | Bernard Brochand          |       | RPR       | Bernard Brochand         |       | UMP   |
| 9e              | André Aschieri            |       | Les Verts | Michèle Tabarot          |       | UMP   |

## Ardèche

Députés élus de l'Ardèche par circonscription

À la faveur de la « vague bleue » enregistrée au niveau national, l'UMP fait basculer deux circonscriptions dans ce département dirigé par la gauche et où celle-ci avait réalisé le grand chelem en 1997. Dans la circonscription d'Aubenas, dans le sud-ouest, le socialiste sortant Stéphane Alaize est sanctionné, tandis que dans le secteur d’Annonay, dans le nord, le radical de gauche sortant Jean Pontier a dû renoncer, faute d'investiture.
| Circonscription                                 | Député sortant                             | Parti | Parti | Député élu ou réélu | Parti | Parti |
| ----------------------------------------------- | ------------------------------------------ | ----- | ----- | ------------------- | ----- | ----- |
| 1re                                             | Pascal Terrasse                            |       | PS    | Pascal Terrasse     |       | PS    |
| 2e                                              | Jean Pontier* suppléant de Jacques Dondoux |       | PRG   | Gérard Weber        |       | UMP   |
| 3e                                              | Stéphane Alaize                            |       | PS    | Jean-Claude Flory   |       | UMP   |
| * député sortant ne se représentant pas en 2002 |                                            |       |       |                     |       |       |

## Ardennes

Députés élus des Ardennes par circonscription

Penchant historiquement plutôt à gauche, les Ardennes connaissent une progression tendancielle de la droite, encore renforcée par l'état du rapport de force droite/gauche au niveau national. La défaite de la député-maire socialiste sortante de Charleville-Mézières dans la première circonscription s'ajoute à la réélection facile de l'UMP Jean-Luc Warsmann dans le sud-est pour assurer à la droite la mainmise sur deux des trois circonscriptions. En revanche, le nord du département reste une place-forte de la gauche.
| Circonscription | Député sortant    | Parti | Parti | Député élu ou réélu | Parti | Parti |
| --------------- | ----------------- | ----- | ----- | ------------------- | ----- | ----- |
| 1re             | Claudine Ledoux   |       | PS    | Bérengère Poletti   |       | UMP   |
| 2e              | Philippe Vuilque  |       | PS    | Philippe Vuilque    |       | PS    |
| 3e              | Jean-Luc Warsmann |       | RPR   | Jean-Luc Warsmann   |       | UMP   |

## Ariège

Députés élus de l'Ariège par circonscription

L'hégémonie exercée par le PS sur les terres ariégeoises n'est en rien affectée par l'échec de la gauche au niveau national. Bénéficiant d'une majorité pléthorique au conseil général (vingt élus sur vingt-deux), les socialistes conservent sans difficulté les deux circonscriptions du département.
| Circonscription | Député sortant     | Parti | Parti | Député élu ou réélu | Parti | Parti |
| --------------- | ------------------ | ----- | ----- | ------------------- | ----- | ----- |
| 1re             | Augustin Bonrepaux |       | PS    | Augustin Bonrepaux  |       | PS    |
| 2e              | Henri Nayrou       |       | PS    | Henri Nayrou        |       | PS    |

## Aube

Députés élus de l'Aube par circonscription

Le département reste fidèle à sa réputation de bastion de la droite, cette dernière y rééditant le grand chelem en gardant les trois circonscriptions auboises avec environ 60 % des suffrages exprimés au second tour, alors qu'elle avait dû passer l'épreuve de deux triangulaires en 1997. La retraite politique de l'ancien ministre gaulliste Robert Galley n'a semble-t-il pas affaibli la droite dans le sud du département, tandis que le maire chiraquien de Troyes François Baroin était aisément réélu dans l'est.
| Circonscription | Député sortant  | Parti | Parti    | Député élu ou réélu | Parti | Parti |
| --------------- | --------------- | ----- | -------- | ------------------- | ----- | ----- |
| 1re             | Pierre Micaux   |       | UDF (AD) | Pierre Micaux       |       | UMP   |
| 2e              | Robert Galley   |       | RPR      | Jean-Claude Mathis  |       | UMP   |
| 3e              | François Baroin |       | RPR      | François Baroin     |       | UMP   |

## Aude

Députés élus de l'Aude par circonscription

Le département reste fidèle à ses habitudes électorales en accordant une fois de plus ses faveurs au PS. Un mois après avoir placé Lionel Jospin en tête du premier tour de l’élection présidentielle, les électeurs audois reconduisent les trois députés socialistes sortants, bien qu'avec des scores inférieurs à ceux qu'ils avaient réalisés en 1997. L'érosion est davantage marquée dans les circonscriptions du centre et de la côte méditerranéenne. Celle de Castelnaudary et Limoux, dans l'intérieur des terres, est celle où la gauche résiste le mieux.
| Circonscription | Député sortant    | Parti | Parti | Député élu ou réélu | Parti | Parti |
| --------------- | ----------------- | ----- | ----- | ------------------- | ----- | ----- |
| 1re             | Jean-Claude Perez |       | PS    | Jean-Claude Perez   |       | PS    |
| 2e              | Jacques Bascou    |       | PS    | Jacques Bascou      |       | PS    |
| 3e              | Jean-Paul Dupré   |       | PS    | Jean-Paul Dupré     |       | PS    |

## Aveyron

Députés élus de l'Aveyron par circonscription

Dans ce fief historique de la droite, l'UMP, qui dirige l'assemblée départementale, réalise le grand chelem grâce à l'élection de Serge Roques, maire de Villefranche-de-Rouergue, dans la circonscription de l'ouest, dont le député radical de gauche sortant ne se représentait pas. La droite aveyronnaise conserve facilement les deux autres sièges, dans les secteurs de Millau, plutôt gaulliste, et de Rodez, de tradition démocrate-chrétienne.
| Circonscription | Député sortant   | Parti | Parti    | Député élu ou réélu | Parti | Parti |
| --------------- | ---------------- | ----- | -------- | ------------------- | ----- | ----- |
| 1re             | Jean Briane      |       | UDF (FD) | Yves Censi          |       | UMP   |
| 2e              | Jean Rigal       |       | PRG      | Serge Roques        |       | UMP   |
| 3e              | Jacques Godfrain |       | RPR      | Jacques Godfrain    |       | UMP   |

## Bouches-du-Rhône

Députés élus des Bouches-du-Rhône par circonscription

Bien que minoritaire au conseil général, alors présidé par le socialiste Jean-Noël Guérini, la droite conforte son emprise sur la délégation parlementaire des Bouches-du-Rhône. Elle bénéficie entre autres des contre-performances de la gauche, déjà observées lors de l’élection présidentielle. Au cours de la précédente législature, la droite avait la mainmise sur neuf sièges contre sept pour la gauche. Au terme du scrutin de 2002, le rapport de force est de douze contre quatre. Ceci est la conséquence de la perte, par le PCF, de la circonscription d’Allauch et de celles, par le PS, des secteurs d'Istres et d'Arles. Ces trois sièges tombent dans l'escarcelle de l'UMP, laquelle conserve par ailleurs cinq des huit circonscriptions marseillaises, un an après la réélection de Jean-Claude Gaudin à la tête de la cité phocéenne. Dans ce département qui a placé Jean-Marie Le Pen en tête le 21 avril 2002, les candidats du FN sont en mesure de se maintenir au second tour dans six circonscriptions de la périphérie de Marseille. Une seule d'entre elles donne lieu à une triangulaire. Il s'agit de la huitième circonscription, gagnée par Christophe Masse, fils du député socialiste sortant qui ne se représentait pas.
| Circonscription                                 | Député sortant                               | Parti | Parti | Député élu ou réélu     | Parti | Parti |
| ----------------------------------------------- | -------------------------------------------- | ----- | ----- | ----------------------- | ----- | ----- |
| 1re                                             | Roland Blum                                  |       | DL    | Roland Blum             |       | UMP   |
| 2e                                              | Jean-François Mattéi                         |       | DL    | Jean-François Mattéi    |       | UMP   |
| 3e                                              | Jean Roatta suppléant de Guy Hermier         |       | DL    | Jean Roatta             |       | UMP   |
| 4e                                              | Jean Dufour                                  |       | PCF   | Frédéric Dutoit         |       | PCF   |
| 5e                                              | Renaud Muselier                              |       | RPR   | Renaud Muselier         |       | UMP   |
| 6e                                              | Guy Teissier                                 |       | DL    | Guy Teissier            |       | UMP   |
| 7e                                              | Sylvie Andrieux                              |       | PS    | Sylvie Andrieux         |       | PS    |
| 8e                                              | Marius Masse*                                |       | PS    | Christophe Masse        |       | PS    |
| 9e                                              | Bernard Deflesselles                         |       | DL    | Bernard Deflesselles    |       | UMP   |
| 10e                                             | Roger Meï                                    |       | PCF   | Richard Mallié          |       | UMP   |
| 11e                                             | Christian Kert                               |       | UDF   | Christian Kert          |       | UMP   |
| 12e                                             | Vincent Burroni suppléant de Henri d'Attilio |       | PS    | Éric Diard              |       | UMP   |
| 13e                                             | Michel Vaxès                                 |       | PCF   | Michel Vaxès            |       | PCF   |
| 14e                                             | Jean-Bernard Raimond                         |       | UDF   | Maryse Joissains-Masini |       | UMP   |
| 15e                                             | Léon Vachet                                  |       | RPR   | Léon Vachet             |       | UMP   |
| 16e                                             | Michel Vauzelle                              |       | PS    | Roland Chassain         |       | UMP   |
| * député sortant ne se représentant pas en 2002 |                                              |       |       |                         |       |       |

## Calvados

Députés élus du Calvados par circonscription

La "vague bleue" déferle dans ce département situé politiquement au centre-droit. La droite peut ainsi prendre sa revanche après sa lourde défaite de 1997, année où elle avait dû abandonner cinq circonscriptions à la gauche. La seule députée de droite sortante, l'UMP Nicole Ameline est réélue dès le premier tour dans le nord-est, tandis que la maire de Caen Brigitte Le Brethon arrache la première circonscription au député socialiste en place. Les deux principales figures de la gauche locale disparaissent: Louis Mexandeau qui est battu, et Yvette Roudy qui ne se représentait pas. Dans ce département présidé par la centriste Anne d'Ornano, l'UDF, largement dominée par le nouveau parti présidentiel au niveau national, tire son épingle du jeu en conquérant la moitié des circonscriptions, faisant ainsi jeu égal avec l'UMP.
| Circonscription | Député sortant  | Parti | Parti    | Député élu ou réélu | Parti | Parti |
| --------------- | --------------- | ----- | -------- | ------------------- | ----- | ----- |
| 1re             | Philippe Duron  |       | PS       | Brigitte Le Brethon |       | UMP   |
| 2e              | Louis Mexandeau |       | PS       | Rodolphe Thomas     |       | UDF   |
| 3e              | Yvette Roudy    |       | PS       | Claude Leteurtre    |       | UDF   |
| 4e              | Nicole Ameline  |       | UDF (PR) | Nicole Ameline      |       | UMP   |
| 5e              | Laurence Dumont |       | PS       | Jean-Marc Lefranc   |       | UDF   |
| 6e              | Alain Tourret   |       | PRG      | Jean-Yves Cousin    |       | UMP   |

## Cantal

Députés élus du Cantal par circonscription

L'ancienne terre électorale de Georges Pompidou, passée ensuite au chiraquisme (Jacques Chirac y a dépassé les 30 % au premier tour de la précédente élection présidentielle, soit un score de plus de dix points supérieur à sa moyenne nationale) donne une majorité confortable aux deux députés UMP sortants. Alain Marleix est réélu dès le premier tour dans les arrondissements de Mauriac et de Saint-Flour, mais Yves Coussain ne le fut qu'au bout d'un second tour contre le maire socialiste d'Aurillac.
| Circonscription | Député sortant | Parti | Parti      | Député élu ou réélu | Parti | Parti |
| --------------- | -------------- | ----- | ---------- | ------------------- | ----- | ----- |
| 1re             | Yves Coussain  |       | UDF (PPDF) | Yves Coussain       |       | UMP   |
| 2e              | Alain Marleix  |       | RPR        | Alain Marleix       |       | UMP   |

## Charente

Députés élus de la Charente par circonscription

La gauche résiste à la "vague bleue". Sur les quatre circonscriptions du département, que le PS avait toutes gagnées en 1997, une seule est tombée dans le camp adverse, celle de Cognac, que le président UMP du conseil général Jacques Bobe a ravie par 50,54 % des suffrages exprimés au second tour. C'est une fois encore dans la circonscription d'Angoulême-nord que la gauche fait son meilleur score départemental, le député-maire socialiste y est réélu avec près de 60 % des voix.
| Circonscription | Député sortant        | Parti | Parti | Député élu ou réélu   | Parti | Parti |
| --------------- | --------------------- | ----- | ----- | --------------------- | ----- | ----- |
| 1re             | Jean-Claude Viollet   |       | PS    | Jean-Claude Viollet   |       | PS    |
| 2e              | Marie-Line Reynaud    |       | PS    | Jacques Bobe          |       | UMP   |
| 3e              | Jérôme Lambert        |       | PS    | Jérôme Lambert        |       | PS    |
| 4e              | Jean-Claude Beauchaud |       | PS    | Jean-Claude Beauchaud |       | PS    |

## Charente-Maritime

Députés élus de la Charente-Maritime par circonscription

Aidée par les vents dominants, la droite reprend possession de la majorité des sièges dans ce département qu'elle dirige et qui lui est souvent favorable. Elle conserve facilement les deux circonscriptions du sud, où elle est le mieux implantée, et reprend au PS celles de Rochefort et de Saintes, dans le nord du département. La gauche doit se contenter de son refuge de La Rochelle, le député-maire socialiste sortant y est réélu avec un score toutefois inférieur à celui de son prédécesseur, le radical de gauche Michel Crépeau, décédé au cours de la précédente législature.
| Circonscription | Député sortant                          | Parti | Parti | Député élu ou réélu | Parti | Parti |
| --------------- | --------------------------------------- | ----- | ----- | ------------------- | ----- | ----- |
| 1re             | Maxime Bono suppléant de Michel Crépeau |       | PS    | Maxime Bono         |       | PS    |
| 2e              | Bernard Grasset                         |       | PS    | Jean-Louis Léonard  |       | UMP   |
| 3e              | Jean Rouger                             |       | PS    | Xavier de Roux      |       | UMP   |
| 4e              | Dominique Bussereau                     |       | RPR   | Dominique Bussereau |       | UMP   |
| 5e              | Didier Quentin                          |       | RPR   | Didier Quentin      |       | UMP   |

## Cher

Députés élus du Cher par circonscription

| Circonscription | Député sortant       | Parti | Parti | Député élu ou réélu  | Parti | Parti |
| --------------- | -------------------- | ----- | ----- | -------------------- | ----- | ----- |
| 1re             | Yves Fromion         |       | RPR   | Yves Fromion         |       | UMP   |
| 2e              | Jean-Claude Sandrier |       | PCF   | Jean-Claude Sandrier |       | PCF   |
| 3e              | Yann Galut           |       | PS    | Louis Cosyns         |       | UMP   |

## Corrèze

Députés élus de la Corrèze par circonscription

En dépit de la venue sur place de plusieurs personnalités de droite en vue au niveau national (Bernadette Chirac et le Premier ministre Jean-Pierre Raffarin), l'UMP ne réalise pas le grand chelem dans ce département hautement symbolique, celui du président de la République récemment réélu mais aussi du premier secrétaire du PS. En effet, François Hollande sauve l'honneur de son camp en se faisant réélire dans la circonscription de Tulle, tandis que le président UMP du conseil général est confortablement réélu dans l'ancienne circonscription de Jacques Chirac, dans l'est. La défaite du député socialiste sortant dans le secteur de Brive-la-Gaillarde fait basculer la majorité des sièges à droite.
| Circonscription | Député sortant     | Parti | Parti | Député élu ou réélu | Parti | Parti |
| --------------- | ------------------ | ----- | ----- | ------------------- | ----- | ----- |
| 1re             | François Hollande  |       | PS    | François Hollande   |       | PS    |
| 2e              | Philippe Nauche    |       | PS    | Frédéric Soulier    |       | UMP   |
| 3e              | Jean-Pierre Dupont |       | RPR   | Jean-Pierre Dupont  |       | UMP   |

## Corse

### Corse-du-Sud

Députés élus de la Corse-du-Sud par circonscription

Traditionnellement ancrée à droite, ce sont des considérations locales qui expliquent le succès de la gauche en Corse-du-Sud avec le basculement de la première circonscription. Un après avoir conquis la mairie d'Ajaccio, Simon Renucci (divers gauche) profite une nouvelle fois des rivalités au sein de la droite locale pour l'emporter sur le député UMP sortant et président de l'Assemblée territoriale. Dans la circonscription la plus au sud, et généralement la plus à droite, Camille de Rocca Serra reprend le siège autrefois occupé par son père, au terme d'un duel droite-droite. Les deux finalistes ont bénéficié de l'éparpillement des voix entre une multiplicité de candidatures au premier tour et ainsi devancé de justesse le député sortant investi par l'UMP.
| Circonscription | Député sortant                                         | Parti | Parti    | Député élu ou réélu    | Parti | Parti |
| --------------- | ------------------------------------------------------ | ----- | -------- | ---------------------- | ----- | ----- |
| 1re             | José Rossi                                             |       | UDF (PR) | Simon Renucci          |       | CSD   |
| 2e              | Roland Francisci suppléant de Jean-Paul de Rocca Serra |       | RPR      | Camille de Rocca Serra |       | UMP   |

### Haute-Corse

Députés élus de la Haute-Corse par circonscription

Malgré ses divisions internes, le PRG consolide son emprise sur la Haute-Corse avec la victoire du président du conseil général Paul Giacobbi sur le député UMP sortant dans la circonscription de Calvi. Son grand rival Émile Zuccarelli est pour sa part réélu dans le secteur de Bastia, ville dont il est maire, contre un autre radical de gauche. Les deux députés PRG du département sont notamment en désaccord au sujet du "processus de Matignon" initié par Lionel Jospin. Farouchement hostile à toute négociation incluant les nationalistes, Émile Zuccarelli a soutenu la candidature de Jean-Pierre Chevènement à l’élection présidentielle.
| Circonscription | Député sortant                              | Parti | Parti         | Député élu ou réélu | Parti | Parti |
| --------------- | ------------------------------------------- | ----- | ------------- | ------------------- | ----- | ----- |
| 1re             | Roger Franzoni suppléant d'Émile Zuccarelli |       | PRG           | Émile Zuccarelli    |       | PRG   |
| 2e              | Paul Patriarche                             |       | Divers droite | Paul Giacobbi       |       | PRG   |

## Côte-d'Or

Députés élus de la Côte-d'Or par circonscription

La droite consolide ses positions en Côte-d'Or, notamment dans le nord du département, où elle est mieux implantée, et s'offre le luxe de s'emparer de la circonscription de Beaune, dans le sud, aux dépens de l'ancien ministre socialiste François Patriat. Élu maire de Dijon un an plus tôt, François Rebsamen échoue dans son entreprise visant à prendre à l'UMP le siège de l'ancien ministre gaulliste Robert Poujade. La gauche doit se contenter du secteur de secteur de Dijon-sud. Resté fidèle au parti de François Bayrou, le centriste François Sauvadet est réélu dès le premier tour dans le nord-ouest.
| Circonscription | Député sortant                                   | Parti | Parti    | Député élu ou réélu | Parti | Parti |
| --------------- | ------------------------------------------------ | ----- | -------- | ------------------- | ----- | ----- |
| 1re             | Robert Poujade                                   |       | RPR      | Bernard Depierre    |       | UMP   |
| 2e              | Jean-Marc Nudant                                 |       | RPR      | Jean-Marc Nudant    |       | UMP   |
| 3e              | Michel Étiévant suppléant de Roland Carraz       |       | PS       | Claude Darciaux     |       | PS    |
| 4e              | François Sauvadet                                |       | UDF (PR) | François Sauvadet   |       | UDF   |
| 5e              | Jean-Claude Robert suppléant de François Patriat |       | PS       | Alain Suguenot      |       | UMP   |

## Côtes-d'Armor

Députés élus des Côtes-d'Armor par circonscription

La gauche a plutôt bien résisté dans ce département qu'elle dirige et qui est, en Bretagne, celui qui lui est le plus favorable. Si elle perd la circonscription de Lamballe au profit de l'UMP Marc Le Fur, l'addition aurait pu être plus salée. Effectivement, elle conserve in extremis, par moins de 51 % des voix au second tour, celles de Lannion et de Dinan. Au sein de la gauche, le PS prend un siège au PCF, celui de l'ancien député communiste Félix Leyzour qui ne se représentait pas. En effet, la candidate socialiste a gagné la primaire puis décroché le siège dans le secteur de Guingamp.
| Circonscription | Député sortant                             | Parti | Parti | Député élu ou réélu | Parti | Parti |
| --------------- | ------------------------------------------ | ----- | ----- | ------------------- | ----- | ----- |
| 1re             | Danielle Bousquet                          |       | PS    | Danielle Bousquet   |       | PS    |
| 2e              | Jean Gaubert suppléant de Charles Josselin |       | PS    | Jean Gaubert        |       | PS    |
| 3e              | Didier Chouat                              |       | PS    | Marc Le Fur         |       | UMP   |
| 4e              | Félix Leyzour                              |       | PCF   | Marie-Renée Oget    |       | PS    |
| 5e              | Alain Gouriou                              |       | PS    | Alain Gouriou       |       | PS    |

## Creuse

Députés élus de la Creuse par circonscription

Les équilibres politiques sont une fois encore respectées dans ce département, les deux députés sortants issus des deux grandes formations nationales étant réélus avec des scores comparables. Ainsi, le député-maire socialiste de Guéret est reconduit dans l'ouest, tandis que le député UMP en place l'emporte sur le maire PS d'Aubusson dans l'est.
| Circonscription | Député sortant  | Parti | Parti | Député élu ou réélu | Parti | Parti |
| --------------- | --------------- | ----- | ----- | ------------------- | ----- | ----- |
| 1re             | Michel Vergnier |       | PS    | Michel Vergnier     |       | PS    |
| 2e              | Jean Auclair    |       | RPR   | Jean Auclair        |       | UMP   |

## Dordogne

Députés élus de la Dordogne par circonscription

La gauche doit céder la moitié des circonscriptions dans ce département qu'elle dirige et où elle avait réalisé le grand chelem en 1997. Dans le secteur de Bergerac, dans le sud, l'UMP Daniel Garrigue a tiré profit des querelles déchirant le camp adverse, le PS ayant investi sa propre candidate contre le député chevènementiste sortant, lequel fut, par conséquent, éliminé au premier tour. Dans le nord du département, le maire UMP de Nontron retrouve son siège, privant le PCF de son seul député en Dordogne.
| Circonscription | Député sortant | Parti | Parti | Député élu ou réélu      | Parti | Parti |
| --------------- | -------------- | ----- | ----- | ------------------------ | ----- | ----- |
| 1re             | Michel Dasseux |       | PS    | Michel Dasseux           |       | PS    |
| 2e              | Michel Suchod  |       | MDC   | Daniel Garrigue          |       | UMP   |
| 3e              | René Dutin     |       | PCF   | Frédéric de Saint-Sernin |       | UMP   |
| 4e              | Germinal Peiro |       | PS    | Germinal Peiro           |       | PS    |

## Doubs

Députés élus de la Doubs par circonscription

Les résultats de ce scrutin législatif confirment les inquiétudes que pouvait nourrir la gauche dans ce département qui avait placé Jean-Marie Le Pen en tête, avec cinq points d'avance sur Lionel Jospin, le 21 avril 2002. Elle perd trois des quatre sièges qu'elle détenait durant la précédente législature. La défaite la plus symbolique de cette déroute de la gauche dans le Doubs est celle de l'ancien ministre socialiste des Affaires européennes Pierre Moscovici dans la circonscription la plus ouvrière, celle de Sochaux et Audincourt dans le nord est, où la gauche était habituée à faire ses meilleurs scores. De son côté, à Besançon, le député-maire socialiste sortant est battu par le président UMP du conseil général. Seule Paulette Guinchard-Kunstler, ancienne secrétaire d'État aux personnes âgées et aux handicapés, sauve la gauche d'une bérézina, par sa victoire dans le secteur de Besançon-est. Le maire UMP de Pontarlier triomphe logiquement dans la circonscription du sud, qui vote traditionnellement à droite.
| Circonscription | Député sortant                                            | Parti | Parti | Député élu ou réélu         | Parti | Parti |
| --------------- | --------------------------------------------------------- | ----- | ----- | --------------------------- | ----- | ----- |
| 1e              | Jean-Louis Fousseret                                      |       | PS    | Claude Girard               |       | UMP   |
| 2e              | Michel Bourgeois suppléant de Paulette Guinchard-Kunstler |       | PS    | Paulette Guinchard-Kunstler |       | PS    |
| 3e              | Joseph Parrenin                                           |       | PS    | Marcel Bonnot               |       | UMP   |
| 4e              | Joseph Tyrode suppléant de Pierre Moscovici               |       | PS    | Irène Tharin                |       | UMP   |
| 5e              | Roland Vuillaume                                          |       | RPR   | Jean-Marie Binetruy         |       | UMP   |

## Drôme

Députés élus de la Drôme par circonscription

Un mois après le premier tour de l’élection présidentielle où Lionel Jospin n'a obtenu que 13,95 % des voix, le PS perd trois des quatre circonscriptions de la Drôme alors qu'il les avait toutes gagnées en 1997. Seul Éric Besson parvient à sauver son siège, en évinçant le maire UMP de Montélimar. Il a bénéficié des divisions de la droite locale. C'est au nord du département, dans les secteurs de Valence et de Romans-sur-Isère, que la droite fait ses meilleures performances.
| Circonscription | Député sortant  | Parti | Parti     | Député élu ou réélu | Parti | Parti |
| --------------- | --------------- | ----- | --------- | ------------------- | ----- | ----- |
| 1re             | Michèle Rivasi  |       | Les Verts | Patrick Labaune     |       | UMP   |
| 2e              | Éric Besson     |       | PS        | Éric Besson         |       | PS    |
| 3e              | Michel Grégoire |       | PS        | Hervé Mariton       |       | UMP   |
| 4e              | Henri Bertholet |       | PS        | Gabriel Biancheri   |       | UMP   |

## Eure

Députés élus de l'Eure par circonscription

Dans ce département qu'elle dirige mais qui suit souvent les vents dominants au niveau national, la gauche perd deux de ses trois sièges et ne sauve que celui de Louviers, dans le nord. Resté fidèle au parti centriste, Hervé Morin est confortablement réélu dans l'ouest, circonscription qu'il avait conquise à la faveur d'une élection partielle contre le président socialiste du conseil général. Très proche de Jacques Chirac, Jean-Louis Debré, jusqu'ici président du groupe RPR à l'Assemblée nationale, conserve son siège de parlementaire un an après avoir pris la direction de la mairie d'Évreux.
| Circonscription | Député sortant   | Parti | Parti | Député élu ou réélu | Parti | Parti |
| --------------- | ---------------- | ----- | ----- | ------------------- | ----- | ----- |
| 1re             | Jean-Louis Debré |       | RPR   | Jean-Louis Debré    |       | UMP   |
| 2e              | Alfred Recours   |       | PS    | Jean-Pierre Nicolas |       | UMP   |
| 3e              | Hervé Morin      |       | UDF   | Hervé Morin         |       | UDF   |
| 4e              | François Loncle  |       | PS    | François Loncle     |       | PS    |
| 5e              | Catherine Picard |       | PS    | Franck Gilard       |       | UMP   |

## Eure-et-Loir

Députés élus d'Eure-et-Loir par circonscription

La droite triomphe en réalisant le grand chelem dans ce département, il est vrai plutôt conservateur et où la gauche avait obtenu des succès inattendus en 1997. Ainsi, le député socialiste sortant échoue contre le maire UMP de Chartres, tout comme l'ancien secrétaire d'État François Huwart dans son fief de Nogent-le-Rotrou, et la députée verte sortante, Marie-Hélène Aubert, sévèrement sanctionnée dans le sud-est, face au maire UMP de Châteaudun.
| Circonscription | Député sortant                              | Parti | Parti     | Député élu ou réélu | Parti | Parti |
| --------------- | ------------------------------------------- | ----- | --------- | ------------------- | ----- | ----- |
| 1re             | Georges Lemoine                             |       | PS        | Jean-Pierre Gorges  |       | UMP   |
| 2e              | Gérard Hamel                                |       | RPR       | Gérard Hamel        |       | UMP   |
| 3e              | Jacky Jaulneau suppléant de François Huwart |       | PS        | Patrick Hoguet      |       | UMP   |
| 4e              | Marie-Hélène Aubert                         |       | Les Verts | Alain Venot         |       | UMP   |

## Finistère

Députés élus du Finistère par circonscription

La gauche perd pied sur la pointe bretonne, dans un département pourtant dirigé par le PS. Celui-ci perd trois circonscriptions sur les six qu'il détenait jusqu'ici. L'avantage est donc désormais à la droite avec cinq sièges contre trois à la gauche. Les secteurs qui ont basculé sont ceux de Brest-rural, de Châteaulin dans le centre et de Douarnenez dans le sud-ouest. Cependant, à l'exception de la cinquième circonscription, les écarts sont assez limités, ce qui laisse envisager la possibilité de nouveaux changements.
Sur huit circonscriptions, cinq sont représentées par des femmes.
| Circonscription | Député sortant                               | Parti | Parti | Député élu ou réélu | Parti | Parti |
| --------------- | -------------------------------------------- | ----- | ----- | ------------------- | ----- | ----- |
| 1re             | Marcelle Ramonet suppléante d'André Angot    |       | DL    | Marcelle Ramonet    |       | UMP   |
| 2e              | Jean-Noël Kerdraon                           |       | PS    | Patricia Adam       |       | PS    |
| 3e              | François Cuillandre                          |       | PS    | Marguerite Lamour   |       | UMP   |
| 4e              | Yvon Abiven suppléant de Marylise Lebranchu  |       | PS    | Marylise Lebranchu  |       | PS    |
| 5e              | Charles Miossec                              |       | RPR   | Jacques Le Guen     |       | UMP   |
| 6e              | Kofi Yamgnane                                |       | PS    | Christian Ménard    |       | UMP   |
| 7e              | Jacqueline Lazard                            |       | PS    | Hélène Tanguy       |       | UMP   |
| 8e              | Gilbert Le Bris suppléant de Louis Le Pensec |       | PS    | Gilbert Le Bris     |       | PS    |

## Gard

Députés élus du Gard par circonscription

C'est une véritable "déferlante bleue" qui s'est abattue sur le Gard, département dirigé par la gauche et où celle-ci avait raflé tous les sièges en 1997. Le grand perdant du scrutin est le PCF, défait dans ses fiefs d'Alès et de Nîmes. Pour les communistes, ces échecs s'ajoutent à la perte de la mairie de Nîmes un an plus tôt. Le PS, quant à lui, doit céder les circonscriptions de Vauvert et Bagnols-sur-Cèze, sur la frange est, à la faveur de triangulaires impliquant le FN. Le président socialiste du conseil général Damien Alary, réélu au Vigan, est le seul rescapé.
| Circonscription | Député sortant      | Parti | Parti | Député élu ou réélu | Parti | Parti |
| --------------- | ------------------- | ----- | ----- | ------------------- | ----- | ----- |
| 1re             | Alain Clary         |       | PCF   | Yvan Lachaud        |       | UMP   |
| 2e              | Alain Fabre-Pujol   |       | PS    | Étienne Mourrut     |       | UMP   |
| 3e              | Gérard Revol        |       | PS    | Jean-Marc Roubaud   |       | UMP   |
| 4e              | Patrick Malavieille |       | PCF   | Max Roustan         |       | UMP   |
| 5e              | Damien Alary        |       | PS    | Damien Alary        |       | PS    |

## Haute-Garonne

Députés élus de la Haute-Garonne par circonscription

Ancienne terre d'élection de Lionel Jospin, la Haute-Garonne reste un "département rose". Hormis Yvette Benayoun Nakache, tous les députés socialistes sortants retrouvent leurs sièges. Ainsi, seules les deux circonscriptions du centre de Toulouse, dont celle de Philippe Douste-Blazy, élu maire un an plus tôt, échappent au PS. Ces deux secteurs étant également ceux où les résultats ont été les plus serrés, la perspective d'un grand chelem socialiste n'est pas à exclure à l'avenir, d'autant que le score de Philippe Douste-Blazy est inférieur à celui de son prédécesseur centriste Dominique Baudis. C'est dans la circonscription pyrénéenne de Saint-Gaudens que la gauche réalise son meilleur score.
| Circonscription | Député sortant                             | Parti | Parti    | Député élu ou réélu   | Parti | Parti |
| --------------- | ------------------------------------------ | ----- | -------- | --------------------- | ----- | ----- |
| 1re             | Philippe Douste-Blazy                      |       | UDF (FD) | Philippe Douste-Blazy |       | UMP   |
| 2e              | Gérard Bapt                                |       | PS       | Gérard Bapt           |       | PS    |
| 3e              | Pierre Cohen                               |       | PS       | Pierre Cohen          |       | PS    |
| 4e              | Yvette Benayoun-Nakache                    |       | PS       | Jean Diebold          |       | UMP   |
| 5e              | Françoise Imbert                           |       | PS       | Françoise Imbert      |       | PS    |
| 6e              | Hélène Mignon                              |       | PS       | Hélène Mignon         |       | PS    |
| 7e              | Patrick Lemasle suppléant de Lionel Jospin |       | PS       | Patrick Lemasle       |       | PS    |
| 8e              | Jean-Louis Idiart                          |       | PS       | Jean-Louis Idiart     |       | PS    |

## Gers

Députés élus du Gers par circonscription

Dans ce fief socialiste, rare département à avoir placé Lionel Jospin en tête le 21 avril 2002, la gauche doit concéder l'un de ses deux sièges, celui de la circonscription de Condom dans le nord. En revanche, le président 
socialiste du conseil général Philippe Martin est facilement élu dans le secteur d'Auch, dans le sud, celui où la gauche est le mieux implantée.
| Circonscription | Député sortant                                | Parti | Parti | Député élu ou réélu | Parti | Parti |
| --------------- | --------------------------------------------- | ----- | ----- | ------------------- | ----- | ----- |
| 1re             | Jean-Pierre Pujol suppléant de Claude Desbons |       | PS    | Philippe Martin     |       | PS    |
| 2e              | Yvon Montané                                  |       | PS    | Gérard Dubrac       |       | UMP   |

## Gironde

Députés élus de la Gironde par circonscription

La gauche girondine n'est pas épargnée par la « vague bleue », bien qu'elle limite les dommages en préservant cinq sièges. Au terme de ce scrutin, la droite ayant six députés élus dans ce département, le rapport de force entre les deux coalitions est relativement équilibré. C'est dans les zones les moins urbaines que les pertes du PS sont les plus importantes, puisqu'il perd les circonscriptions de Lesparre dans le nord-ouest, d'Arcachon dans le sud, de Langon et de Libourne dans l'est. Hormis le secteur de Bordeaux-sud, où l'ancien candidat vert à l'élection présidentielle Noël Mamère est réélu, c'est dans la préfecture girondine que la droite obtient ses meilleurs scores départementaux. Maire de Bordeaux et principal artisan de la création de l'UMP, l'ancien Premier ministre Alain Juppé frôle la réélection dès le premier tour.
| Circonscription | Député sortant      | Parti | Parti     | Député élu ou réélu      | Parti | Parti     |
| --------------- | ------------------- | ----- | --------- | ------------------------ | ----- | --------- |
| 1re             | Jean Valleix        |       | RPR       | Chantal Bourragué        |       | UMP       |
| 2e              | Alain Juppé         |       | RPR       | Alain Juppé              |       | UMP       |
| 3e              | Noël Mamère         |       | Les Verts | Noël Mamère              |       | Les Verts |
| 4e              | Conchita Lacuey     |       | PS        | Conchita Lacuey          |       | PS        |
| 5e              | Pierre Brana        |       | PS        | Jean-François Régère     |       | UDF       |
| 6e              | Michel Sainte-Marie |       | PS        | Michel Sainte-Marie      |       | PS        |
| 7e              | Pierre Ducout       |       | PS        | Pierre Ducout            |       | PS        |
| 8e              | François Deluga     |       | PS        | Marie-Hélène des Esgaulx |       | UMP       |
| 9e              | Odette Trupin       |       | PS        | Philippe Dubourg         |       | UMP       |
| 10e             | Gilbert Mitterrand  |       | PS        | Jean-Paul Garraud        |       | UMP       |
| 11e             | Bernard Madrelle    |       | PS        | Bernard Madrelle         |       | PS        |

## Hérault

Députés élus de l'Hérault par circonscription

C'est une cuisante défaite qu'essuie la gauche dans ce département qu'elle dirige et dont le PS est la force politique dominante. C'est pas mois de cinq circonscriptions qui basculent à droite. Même le députe-maire socialiste de Montpellier Georges Frêche ne retrouve pas son siège. C'est dans la partie sud du département que la poussée à droite est la moins forte: le communiste François Liberti est réélu de justesse à Sète et le socialiste Kléber Mesquida garde à gauche le secteur de Pézenas. C'est également dans la moitié sud que le FN réalise ses meilleures performances, puisqu'il provoque deux triangulaires dans les circonscriptions de Sète et de Béziers.
| Circonscription | Député sortant     | Parti | Parti         | Député élu ou réélu | Parti | Parti |
| --------------- | ------------------ | ----- | ------------- | ------------------- | ----- | ----- |
| 1re             | Gilbert Roseau     |       | PS            | Christian Jeanjean  |       | UMP   |
| 2e              | Georges Frêche     |       | PS            | Jacques Domergue    |       | UMP   |
| 3e              | Christine Lazerges |       | PS            | Jean-Pierre Grand   |       | UMP   |
| 4e              | Gérard Saumade     |       | Divers gauche | Robert Lecou        |       | UMP   |
| 5e              | Kléber Mesquida    |       | PS            | Kléber Mesquida     |       | PS    |
| 6e              | Alain Barrau       |       | PS            | Paul-Henri Cugnenc  |       | UMP   |
| 7e              | François Liberti   |       | PCF           | François Liberti    |       | PCF   |

## Ille-et-Vilaine

Députés élus d'Ille-et-Vilaine par circonscription

La droite accroit son emprise sur la délégation parlementaire d'Ille-et-Vilaine, département qu'elle dirige par ailleurs. L'UMP s'empare de la circonscription de Rennes-ouest aux dépens du député socialiste sortant Marcel Rogemont, et conforte ses positions dans les zones rurales, mis à part le secteur de Redon dans le sud-ouest où Alain Madelin, ancien candidat DL à l'élection présidentielle a bien failli ne pas retrouver son siège. C'est une fois encore dans l'agglomération rennaise que la gauche résiste le mieux, le PS y garde deux sièges.
| Circonscription | Député sortant         | Parti | Parti    | Député élu ou réélu    | Parti | Parti |
| --------------- | ---------------------- | ----- | -------- | ---------------------- | ----- | ----- |
| 1re             | Jean-Michel Boucheron  |       | PS       | Jean-Michel Boucheron  |       | PS    |
| 2e              | Edmond Hervé nsrp      |       | PS       | Philippe Tourtelier    |       | PS    |
| 3e              | Marcel Rogemont        |       | PS       | Philippe Rouault       |       | UMP   |
| 4e              | Alain Madelin          |       | UDF (PR) | Alain Madelin          |       | UMP   |
| 5e              | Pierre Méhaignerie     |       | UDF (FD) | Pierre Méhaignerie     |       | UMP   |
| 6e              | Marie-Thérèse Boisseau |       | UDF (FD) | Marie-Thérèse Boisseau |       | UMP   |
| 7e              | René Couanau           |       | UDF (FD) | René Couanau           |       | UMP   |

## Indre

Députés élus de l'Indre par circonscription

La droite frôle le carton plein dans ce département qu'elle dirige mais où le rapport de force entre les deux grandes coalitions est généralement équilibré. Elle parvient à prendre au PS la circonscription de Châteauroux et échoue de peu à faire basculer celle du Blanc, dans l'ouest. Pour sa part, le maire socialiste d'Issoudun et ancien ministre André Laignel est largement battu par le député UMP sortant.
| Circonscription | Député sortant       | Parti | Parti    | Député élu ou réélu  | Parti | Parti |
| --------------- | -------------------- | ----- | -------- | -------------------- | ----- | ----- |
| 1re             | Jean-Yves Gateaud    |       | PS       | Jean-Yves Hugon      |       | UMP   |
| 2e              | Nicolas Forissier    |       | UDF (PR) | Nicolas Forissier    |       | UMP   |
| 3e              | Jean-Paul Chanteguet |       | PS       | Jean-Paul Chanteguet |       | PS    |

## Indre-et-Loire

Députés élus d'Indre-et-Loire par circonscription

L'Indre-et-Loire est submergé par la "vague bleue". Effectivement, l'UMP y réalise le grand chelem en enlevant au PS les circonscriptions de l'est et du sud, c'est-à-dire celles d'Amboise, de Loches et de Chinon. Ministre délégué aux Affaires européennes, Renaud Donnedieu de Vabres conserve son siège de Tours, tandis que Philippe Briand est aisément réélu dans le secteur de Langeais, zone où la droite est particulièrement bien implantée.
| Circonscription | Député sortant             | Parti | Parti    | Député élu ou réélu        | Parti | Parti |
| --------------- | -------------------------- | ----- | -------- | -------------------------- | ----- | ----- |
| 1re             | Renaud Donnedieu de Vabres |       | UDF (PR) | Renaud Donnedieu de Vabres |       | UMP   |
| 2e              | Jean-Jacques Filleul       |       | PS       | Claude Greff               |       | UMP   |
| 3e              | Marisol Touraine           |       | PS       | Jean-Jacques Descamps      |       | UMP   |
| 4e              | Yves Dauge                 |       | PS       | Hervé Novelli              |       | UMP   |
| 5e              | Philippe Briand            |       | RPR      | Philippe Briand            |       | UMP   |

## Isère

Députés élus de l'Isère par circonscription

Les grands équilibres politiques locaux sont maintenus dans ce département qui penche à gauche. Tous les députés sortants sont reconduits, sauf dans la circonscription de Vienne où le socialiste Louis Mermaz ne se représentait pas. Les difficultés de la gauche à organiser la succession, l'ancien ministre controversé Christian Nucci s'étant présenté contre le candidat vert soutenu par le PS, sont l'une des raisons du basculement à droite de ce siège. C'est dans le nord que la droite fait ses meilleurs scores tandis que la gauche reste davantage implantée dans le sud.
| Circonscription | Député sortant       | Parti | Parti    | Député élu ou réélu  | Parti | Parti |
| --------------- | -------------------- | ----- | -------- | -------------------- | ----- | ----- |
| 1re             | Richard Cazenave     |       | RPR      | Richard Cazenave     |       | UMP   |
| 2e              | Gilbert Biessy       |       | PCF      | Gilbert Biessy       |       | PCF   |
| 3e              | Michel Destot        |       | PS       | Michel Destot        |       | PS    |
| 4e              | Didier Migaud        |       | PS       | Didier Migaud        |       | PS    |
| 5e              | François Brottes     |       | PS       | François Brottes     |       | PS    |
| 6e              | Alain Moyne-Bressand |       | UDF (PR) | Alain Moyne-Bressand |       | UMP   |
| 7e              | Georges Colombier    |       | UDF      | Georges Colombier    |       | UMP   |
| 8e              | Louis Mermaz         |       | PS       | Jacques Remiller     |       | UMP   |
| 9e              | André Vallini        |       | PS       | André Vallini        |       | PS    |

## Jura

Députés élus du Jura par circonscription

En faisant chuter une figure de la gauche, la secrétaire nationale des Verts et ancienne ministre Dominique Voynet, dans la circonscription de Dole dans le nord, l'UMP Jean-Marie Sermier permet à la droite de réaliser le grand chelem dans ce département plutôt conservateur. Plus au sud, les députés UMP sortants sont facilement réélus.
| Circonscription | Député sortant                              | Parti | Parti | Député élu ou réélu | Parti | Parti |
| --------------- | ------------------------------------------- | ----- | ----- | ------------------- | ----- | ----- |
| 1re             | Jacques Pélissard                           |       | RPR   | Jacques Pélissard   |       | UMP   |
| 2e              | Jean Charroppin                             |       | RPR   | Jean Charroppin     |       | UMP   |
| 3e              | André Vauchez suppléant de Dominique Voynet |       | PS    | Jean-Marie Sermier  |       | UMP   |

## Landes

Députés élus des Landes par circonscription

Les trois députés socialistes sortants sont reconduits dans ce département ancré à gauche. La principale figure locale, le président du conseil général Henri Emmanuelli est celui dont la réélection est la plus confortable, en franchissant la barre des 60 %. Le secteur de Saint-Sever dans le sud-est est celui où les positions tenues par le PS sont les plus solides.
| Circonscription | Député sortant    | Parti | Parti | Député élu ou réélu | Parti | Parti |
| --------------- | ----------------- | ----- | ----- | ------------------- | ----- | ----- |
| 1re             | Alain Vidalies    |       | PS    | Alain Vidalies      |       | PS    |
| 2e              | Jean-Pierre Dufau |       | PS    | Jean-Pierre Dufau   |       | PS    |
| 3e              | Henri Emmanuelli  |       | PS    | Henri Emmanuelli    |       | PS    |

## Loir-et-Cher

Députés élus de Loir-et-Cher par circonscription

Dans ce fief centriste, les fidèles de François Bayrou obtiennent de beaux succès, certes facilités par l'absence de concurrents UMP. Non seulement Maurice Leroy est réélu dès le premier tour dans le secteur de Vendôme, mais Nicolas Perruchot, tombeur de Jack Lang aux élections municipales un an auparavant, prive la gauche de son seul siège, à Blois. Pour sa part, le député UMP sortant Patrice Martin-Lalande est réélu en venant à bout du maire socialiste de Romorantin-Lanthenay.
| Circonscription | Député sortant                       | Parti | Parti    | Député élu ou réélu    | Parti | Parti |
| --------------- | ------------------------------------ | ----- | -------- | ---------------------- | ----- | ----- |
| 1re             | Michel Fromet suppléant de Jack Lang |       | PS       | Nicolas Perruchot      |       | UDF   |
| 2e              | Patrice Martin-Lalande               |       | RPR      | Patrice Martin-Lalande |       | UMP   |
| 3e              | Maurice Leroy                        |       | UDF (FD) | Maurice Leroy          |       | UDF   |

## Loire

Députés élus de la Loire par circonscription

Les pertes par le PS de la circonscription de Saint-Étienne-Nord et par le PCF de celle de Firminy rendent possible un grand chelem de la droite. Toutefois, à la différence d'autres départements, la Loire ne voit pas tous ses sièges raflés par l'UMP puisque le parti centriste s'impose à Saint-Étienne-Nord et dans le secteur de Saint-Chamond. Président du conseil général, Pascal Clément est réélu dès le premier tour dans la circonscription qui longe la bordure orientale du département.
| Circonscription | Député sortant       | Parti | Parti    | Député élu ou réélu  | Parti | Parti |
| --------------- | -------------------- | ----- | -------- | -------------------- | ----- | ----- |
| 1re             | Gérard Lindeperg     |       | PS       | Gilles Artigues      |       | UDF   |
| 2e              | Christian Cabal      |       | RPR      | Christian Cabal      |       | UMP   |
| 3e              | François Rochebloine |       | UDF (FD) | François Rochebloine |       | UDF   |
| 4e              | Bernard Outin        |       | PCF      | Dino Cinieri         |       | UMP   |
| 5e              | Yves Nicolin         |       | UDF (PR) | Yves Nicolin         |       | UMP   |
| 6e              | Pascal Clément       |       | UDF (PR) | Pascal Clément       |       | UMP   |
| 7e              | Jean-François Chossy |       | UDF (FD) | Jean-François Chossy |       | UMP   |

## Haute-Loire

Députés élus de la Haute-Loire par circonscription

La Haute-Loire reste un bastion de la droite. Les deux députés UMP sortants sont réélus avec de larges majorités. Dans la circonscription de l'est, le président du conseil général Jacques Barrot frôle la victoire dès le premier tour. Dans l'ouest, la maire socialiste du Puy-en-Velay ne réédite pas son succès des élections municipales de l'année précédente.
| Circonscription | Député sortant | Parti | Parti      | Député élu ou réélu | Parti | Parti |
| --------------- | -------------- | ----- | ---------- | ------------------- | ----- | ----- |
| 1re             | Jacques Barrot |       | UDF (FD)   | Jacques Barrot      |       | UMP   |
| 2e              | Jean Proriol   |       | UDF (PPDF) | Jean Proriol        |       | UMP   |

## Loire-Atlantique

Députés élus de la Loire-Atlantique par circonscription

Le rapport de force entre les deux coalitions est inversé par rapport à celui qui prévalait précédemment : la droite détient six sièges contre quatre pour la gauche. Ceci est dû au basculement vers la majorité présidentielle des circonscriptions de Nantes-ouest et de Guérande dans le nord-ouest. C'est autour de l'estuaire de la Loire et dans l'agglomération nantaise que la gauche reste le mieux implantée, comme en témoigne le succès de Jean-Marc Ayrault. Seul député socialiste métropolitain élu dès le premier tour, le maire de Nantes peut ainsi conforter sa position à la tête du groupe PS à l'Assemblée nationale. Les quatre députés UMP sortants sont facilement réélus, en étant parfois dispensés d'un second tour, tels Michel Hunault dans le nord-est et Serge Poignant dans le sud-est.
| Circonscription | Député sortant                                 | Parti | Parti    | Député élu ou réélu      | Parti | Parti |
| --------------- | ---------------------------------------------- | ----- | -------- | ------------------------ | ----- | ----- |
| 1re             | Patrick Rimbert                                |       | PS       | Jean-Pierre Le Ridant    |       | UMP   |
| 2e              | Marie-Françoise Clergeau                       |       | PS       | Marie-Françoise Clergeau |       | PS    |
| 3e              | Jean-Marc Ayrault                              |       | PS       | Jean-Marc Ayrault        |       | PS    |
| 4e              | Dominique Raimbourg suppléant de Jacques Floch |       | PS       | Jacques Floch            |       | PS    |
| 5e              | Édouard Landrain                               |       | UDF (FD) | Édouard Landrain         |       | UMP   |
| 6e              | Michel Hunault                                 |       | RPR      | Michel Hunault           |       | UMP   |
| 7e              | René Leroux                                    |       | PS       | Christophe Priou         |       | UMP   |
| 8e              | Claude Évin                                    |       | PS       | Claude Évin              |       | PS    |
| 9e              | Pierre Hériaud                                 |       | UDF (FD) | Pierre Hériaud           |       | UMP   |
| 10e             | Serge Poignant                                 |       | RPR      | Serge Poignant           |       | UMP   |

## Loiret

Députés élus du Loiret par circonscription

Comme attendu, le Loiret accorde une fois de plus ses faveurs à la droite. Comme en 1997, celle-ci enlève tous les sièges dans ce département solidement ancré à droite. Ils tombent dans l'escarcelle de l'UMP dont les candidats recueillent des scores avoisinant les 60 % au second tour. Parmi eux, Serge Grouard transforme l'essai après sa conquête de la mairie d'Orléans un an auparavant aux dépens du PS.
| Circonscription | Député sortant     | Parti | Parti     | Député élu ou réélu | Parti | Parti |
| --------------- | ------------------ | ----- | --------- | ------------------- | ----- | ----- |
| 1e              | Antoine Carré      |       | UDF (PR)  | Antoine Carré       |       | UMP   |
| 2e              | Éric Doligé        |       | RPR       | Serge Grouard       |       | UMP   |
| 3e              | Jean-Louis Bernard |       | UDF (Rad) | Jean-Louis Bernard  |       | UMP   |
| 4e              | Xavier Deniau      |       | RPR       | Jean-Pierre Door    |       | UMP   |
| 5e              | Jean-Paul Charié   |       | RPR       | Jean-Paul Charié    |       | UMP   |

## Lot

Députés élus du Lot par circonscription

Dans ce département de tradition radicale-socialiste, le PRG perd la circonscription du sud-est. En effet, Daniel Maury échoue de justesse à prendre la succession du radical de gauche Bernard Charles, lequel ne se représentait pas. Il est défait par le maire UDF de Cahors. En revanche, dans le secteur de Figeac, le député socialiste sortant est reconduit.
| Circonscription | Député sortant  | Parti | Parti | Député élu ou réélu | Parti | Parti |
| --------------- | --------------- | ----- | ----- | ------------------- | ----- | ----- |
| 1re             | Bernard Charles |       | PRG   | Michel Roumégoux    |       | UDF   |
| 2e              | Jean Launay     |       | PS    | Jean Launay         |       | PS    |

## Lot-et-Garonne

Députés élus de Lot-et-Garonne par circonscription

Le basculement politique à droite est général en Lot-et-Garonne. Bien qu'étant à la tête des trois principales municipalités du département, aucun des trois députés socialistes sortants ne retrouvent son siège parlementaire. Le plus sévèrement sanctionné est le maire de Marmande Gérard Gouzes, dans la circonscription du nord-ouest.
| Circonscription | Député sortant | Parti | Parti | Député élu ou réélu   | Parti | Parti |
| --------------- | -------------- | ----- | ----- | --------------------- | ----- | ----- |
| 1re             | Alain Veyret   |       | PS    | Jean Dionis du Séjour |       | UDF   |
| 2e              | Gérard Gouzes  |       | PS    | Michel Diefenbacher   |       | UMP   |
| 3e              | Jérôme Cahuzac |       | PS    | Alain Merly           |       | UMP   |

## Lozère

Députés élus de la Lozère par circonscription

Fidèle à ses habitudes électorales, la Lozère choisit la droite. Le député socialiste sortant Jean-Claude Chazal perd le siège qu'il avait conquis de haute lutte en 1997, et ce en dépit des divisions qui ont déchiré le camp adverse. En effet, au premier tour, Francis Saint-Léger a dû venir à bout du candidat investi par l'UMP, mais ensuite les reports de voix se sont semble-t-il bien faits. Dans l'ouest, le siège de Jacques Blanc, alors président du conseil régional du Languedoc-Roussillon devenu sénateur, est attribué à l'UMP Pierre Morel-A-L'Huissier dès le premier tour.
| Circonscription | Député sortant     | Parti | Parti | Député élu ou réélu       | Parti | Parti                      |
| --------------- | ------------------ | ----- | ----- | ------------------------- | ----- | -------------------------- |
| 1re             | Jean-Claude Chazal |       | PS    | Francis Saint-Léger       |       | Divers droite (Maj. prés.) |
| 2e              | Jacques Blanc      |       | UDF   | Pierre Morel-À-L'Huissier |       | UMP                        |

## Maine-et-Loire

Députés élus de Maine-et-Loire par circonscription

La droite consolide sa mainmise sur ce département qui lui est généralement acquis en prenant la circonscription de Saumur au maire vert Jean-Michel Marchand, la seule qui lui avait échappé en 1997. De plus, tous les élus centristes du département ayant rejoint le nouveau parti présidentiel, celui-ci se trouve en situation de quasi-monopole. Si la droite améliore son score dans tous les secteurs, c'est l'ancien ministre des Affaires étrangères Hervé de Charette qui réussit la meilleure performance, dans la circonscription d'Angers-ouest.
| Circonscription | Député sortant       | Parti | Parti      | Député élu ou réélu      | Parti | Parti |
| --------------- | -------------------- | ----- | ---------- | ------------------------ | ----- | ----- |
| 1re             | Roselyne Bachelot    |       | RPR        | Roselyne Bachelot        |       | UMP   |
| 2e              | Hubert Grimault      |       | UDF (FD)   | Dominique Richard        |       | UMP   |
| 3e              | Christian Martin     |       | UDF (FD)   | Jean-Charles Taugourdeau |       | UMP   |
| 4e              | Jean-Michel Marchand |       | Les Verts  | Michel Piron             |       | UMP   |
| 5e              | Maurice Ligot        |       | UDF (AD)   | Gilles Bourdouleix       |       | UMP   |
| 6e              | Hervé de Charette    |       | UDF (PPDF) | Hervé de Charette        |       | UMP   |
| 7e              | Marc Laffineur       |       | UDF (AD)   | Marc Laffineur           |       | UMP   |

## Manche

Députés élus de la Manche par circonscription

Dans ce bastion de la droite, ces élections législatives se soldent par un grand chelem de la majorité présidentielle. La gauche ne parvient même pas à sauvegarder son refuge de Cherbourg, le député-maire socialiste sortant y étant devancé d'une courte-tête. Les députés UMP sortants sont tous très confortablement réélus, parfois dès le premier tour tels Jean-Claude Lemoine dans l'est et René André dans le sud.
| Circonscription | Député sortant      | Parti | Parti      | Député élu ou réélu | Parti | Parti         |
| --------------- | ------------------- | ----- | ---------- | ------------------- | ----- | ------------- |
| 1re             | Jean-Claude Lemoine |       | RPR        | Jean-Claude Lemoine |       | UMP           |
| 2e              | René André          |       | RPR        | René André          |       | UMP           |
| 3e              | Alain Cousin        |       | RPR        | Alain Cousin        |       | UMP           |
| 4e              | Claude Gatignol     |       | UDF (PPDF) | Claude Gatignol     |       | UMP           |
| 5e              | Bernard Cazeneuve   |       | PS         | Jean Lemière        |       | Divers droite |

## Marne

Députés élus de la Marne par circonscription

La droite règne toujours sans partage sur la Marne puisque, comme en 1997, elle emporte tous les sièges. Deux de ses députés sortants sont réélus dès le premier tour: l'UMP Bruno Bourg-Broc dans le nord est et le centriste Charles de Courson resté fidèle à l'UDF dans le sud. C'est à Reims que la compétition fut la plus disputée, et parfois interne à la droite comme dans la deuxième circonscription où la dissidente Catherine Vautrin dû passer l'épreuve d'une primaire l'opposant aux candidats investis par l'UMP et par l'UDF.
| Circonscription | Député sortant      | Parti | Parti    | Député élu ou réélu | Parti | Parti |
| --------------- | ------------------- | ----- | -------- | ------------------- | ----- | ----- |
| 1re             | Jean Falala         |       | RPR      | Francis Falala      |       | UMP   |
| 2e              | Jean-Claude Étienne |       | RPR      | Catherine Vautrin   |       | UMP   |
| 3e              | Jean-Claude Thomas  |       | RPR      | Jean-Claude Thomas  |       | UMP   |
| 4e              | Bruno Bourg-Broc    |       | RPR      | Bruno Bourg-Broc    |       | UMP   |
| 5e              | Charles de Courson  |       | UDF (FD) | Charles de Courson  |       | UDF   |
| 6e              | Philippe Martin     |       | app. RPR | Philippe Martin     |       | UMP   |

## Haute-Marne

Députés élus de la Haute-Marne par circonscription

Les deux sièges de ce département plutôt conservateur reviennent à l'UMP. L'élection de Luc Chatel dans le secteur de Chaumont, au sud, permet à la droite de reprendre ce siège sur la gauche. Dans la circonscription du nord, remportée par le maire UMP de Saint-Dizier, la gauche en est réduite à arbitrer l'affrontement entre la droite et le FN. Il est à noter qu'en Haute-Marne, Jean-Marie Le Pen était arrivé en tête au premier tour de l'élection présidentielle, un mois auparavant, avec 22,42 % des suffrages.
| Circonscription | Député sortant           | Parti | Parti         | Député élu ou réélu      | Parti | Parti |
| --------------- | ------------------------ | ----- | ------------- | ------------------------ | ----- | ----- |
| 1re             | Jean-Claude Daniel       |       | Divers gauche | Luc Chatel               |       | UMP   |
| 2e              | François Cornut-Gentille |       | RPR           | François Cornut-Gentille |       | UMP   |

## Mayenne

Députés élus de la Mayenne par circonscription

Le renouvellement du personnel politique en Mayenne ne modifie pas la couleur politique du département, lequel reste un bastion inexpugnable de la droite. Dans les circonscriptions de Château-Gontier et de Mayenne, dont les députés sortants ne se représentaient pas, les candidats investis par l'UMP sortent vainqueurs. L'un d'eux l'emporte au terme d'un duel avec le représentant de l'UDF. Vétéran des élus départementaux, le député-maire UMP de Laval François d'Aubert est reconduit dès le premier tour.
| Circonscription | Député sortant    | Parti | Parti    | Député élu ou réélu | Parti | Parti |
| --------------- | ----------------- | ----- | -------- | ------------------- | ----- | ----- |
| 1re             | François d'Aubert |       | UDF (PR) | François d'Aubert   |       | UMP   |
| 2e              | Henri de Gastines |       | RPR      | Marc Bernier        |       | UMP   |
| 3e              | Roger Lestas      |       | UDF (AD) | Yannick Favennec    |       | UMP   |

## Meurthe-et-Moselle

Députés élus de Meurthe-et-Moselle par circonscription

La "vague bleue" recouvre presque intégralement la Meurthe-et-Moselle, département pourtant dirigé par la gauche et où celle-ci détenait jusqu'ici la majorité des sièges. Parmi les cinq députés socialistes sortants, seul Jean-Yves Le Déaut rempile, dans le secteur de Briey-Pont-à-Mousson. Les circonscriptions qui basculent à droite sont celles de Nancy-Est, de Vandœuvre-lès-Nancy, de Toul et de Villerupt.
| Circonscription | Député sortant     | Parti | Parti    | Député élu ou réélu | Parti | Parti |
| --------------- | ------------------ | ----- | -------- | ------------------- | ----- | ----- |
| 1re             | Jean-Jacques Denis |       | PS       | Laurent Hénart      |       | UMP   |
| 2e              | René Mangin        |       | PS       | Gérard Léonard      |       | UMP   |
| 3e              | Claude Gaillard    |       | UDF (PR) | Claude Gaillard     |       | UMP   |
| 4e              | François Guillaume |       | RPR      | François Guillaume  |       | UMP   |
| 5e              | Nicole Feidt       |       | PS       | Nadine Morano       |       | UMP   |
| 6e              | Jean-Yves Le Déaut |       | PS       | Jean-Yves Le Déaut  |       | PS    |
| 7e              | Jean-Paul Durieux  |       | PS       | Édouard Jacque      |       | UMP   |

## Meuse

Députés élus de la Meuse par circonscription

Tirant parti des conflits internes à la droite locale, les deux députés socialistes sortants surnagent malgré la « vague bleue » observée au niveau national. Ceci est d'autant plus notable que la Meuse est un département qui le plus souvent penche à droite. Au sud, dans la circonscription de Bar-le-Duc, le candidat UMP n'a semble-t-il pas bénéficié d'un bon report des voix de son concurrent divers droite du premier tour. Plus au nord, la guerre fratricide entre le candidat UMP et le maire pasquaïen de Verdun Arsène Lux a manifestement laissé des traces, rendant difficile le rassemblement des électeurs de droite au second tour.
| Circonscription | Député sortant    | Parti | Parti | Député élu ou réélu | Parti | Parti |
| --------------- | ----------------- | ----- | ----- | ------------------- | ----- | ----- |
| 1re             | François Dosé     |       | PS    | François Dosé       |       | PS    |
| 2e              | Jean-Louis Dumont |       | PS    | Jean-Louis Dumont   |       | PS    |

## Morbihan

Députés élus du Morbihan par circonscription

C'est une grande stabilité politique qui caractérise ce scrutin de juin 2002 dans le Morbihan, réputé pour être le plus conservateur des départements bretons. Ainsi le rapport de force est toujours de cinq sièges pour la droite contre un pour la gauche. Le secteur de Lorient fait toujours office de réduit socialiste grâce à la victoire in extremis du député sortant Jean-Yves Le Drian. Les circonscriptions qui longent le golfe, celle de Vannes et d'Auray, sont celles qui ont le plus massivement voté à droite.
| Circonscription | Député sortant        | Parti | Parti     | Député élu ou réélu | Parti | Parti |
| --------------- | --------------------- | ----- | --------- | ------------------- | ----- | ----- |
| 1re             | François Goulard      |       | UDF (PR)  | François Goulard    |       | UMP   |
| 2e              | Aimé Kergueris        |       | UDF (PR)  | Aimé Kergueris      |       | UMP   |
| 3e              | Jean-Charles Cavaillé |       | RPR       | Gérard Lorgeoux     |       | UMP   |
| 4e              | Loïc Bouvard          |       | UDF (CDS) | Loïc Bouvard        |       | UMP   |
| 5e              | Jean-Yves Le Drian    |       | PS        | Jean-Yves Le Drian  |       | PS    |
| 6e              | Jacques Le Nay        |       | app. UDF  | Jacques Le Nay      |       | UMP   |

## Moselle

Députés élus de la Moselle par circonscription

2002 restera un grand crû pour la droite mosellane. Elle dénombre huit sièges contre quatre au cours de la précédente législature. Si la gauche conserve deux des circonscriptions de l'ancien bassin minier lorrain, en l'occurrence celles de Fameck et de Hayange, elle doit abandonner celle de Metz-nord-ouest et, dans la partie est du département, celles de Sarrebourg, de Sarreguemines et de Forbach. Les députés UMP sortants sont aisément réélus, dont un après un duel avec le candidat du FN au second tour. Le 21 avril 2002, Jean-Marie Le Pen avait distancé tous ses concurrents dans ce département, recueillant 23,67 % des suffrages.
| Circonscription | Député sortant      | Parti | Parti         | Député élu ou réélu | Parti | Parti |
| --------------- | ------------------- | ----- | ------------- | ------------------- | ----- | ----- |
| 1re             | Gérard Terrier      |       | PS            | François Grosdidier |       | UMP   |
| 2e              | Denis Jacquat       |       | UDF (PR)      | Denis Jacquat       |       | UMP   |
| 3e              | Marie-Jo Zimmermann |       | RPR           | Marie-Jo Zimmermann |       | UMP   |
| 4e              | Aloyse Warhouver    |       | Divers gauche | Alain Marty         |       | UMP   |
| 5e              | Gilbert Maurer      |       | PS            | Céleste Lett        |       | UMP   |
| 6e              | Roland Metzinger    |       | PS            | Pierre Lang         |       | UMP   |
| 7e              | André Berthol       |       | RPR           | André Berthol       |       | UMP   |
| 8e              | Jean-Marie Aubron   |       | PS            | Jean-Marie Aubron   |       | PS    |
| 9e              | Jean-Marie Demange  |       | RPR           | Jean-Marie Demange  |       | UMP   |
| 10e             | Michel Liebgott     |       | PS            | Michel Liebgott     |       | PS    |

## Nièvre

Députés élus de la Nièvre par circonscription

L'ancienne terre électorale de François Mitterrand reste une zone de prédilection pour le PS. Les candidats socialistes sont élus dans les trois circonscriptions avec plus de dix points d'avance sur leurs challengers UMP. Les écarts étaient toutefois encore plus importants en 1997 et c'est dans le secteur de Nevers que l'érosion de la gauche est la plus marquée.
| Circonscription | Député sortant                              | Parti  | Parti  | Député élu ou réélu        | Parti | Parti |
| --------------- | ------------------------------------------- | ------ | ------ | -------------------------- | ----- | ----- |
| 1re             | Vacant                                      | Vacant | Vacant | Martine Carrillon-Couvreur |       | PS    |
| 2e              | Gaëtan Gorce                                |        | PS     | Gaëtan Gorce               |       | PS    |
| 3e              | François Perrot suppléant de Christian Paul |        | PS     | Christian Paul             |       | PS    |

## Nord

Députés élus du Nord par circonscription

Département historiquement ancré à gauche mais où Lionel Jospin n'est arrivé qu'en troisième position le 21 avril 2002 avec un score supérieur à sa moyenne nationale de seulement quelques dixièmes de points, le Nord connait en 2002 une sensible poussée à droite. Le rapport de force qui s'établissait précédemment à dix-huit sièges pour la gauche contre six pour la droite a laissé place à une égalité parfaite, douze sièges partout. Pour le PS, principale force politique locale, le bilan est globalement négatif. S'il ravit la circonscription de Valenciennes-sud à son allié communiste et s'il récupère celle de Dunkerque-est qu'il avait dû concéder à la droite à l'occasion d'une élection partielle, il trébuche dans plusieurs secteurs qui lui semblaient assurés, notamment dans l'agglomération lilloise (Lille-nord, Seclin, Roubaix-ouest, Tourcoing-nord) mais aussi dans la circonscription de Bourbourg, dans la partie septentrionale du département. À cela s'ajoute l'échec du secrétaire d'État vert Guy Hascoët à Roubaix-est. Mais la défaite la plus symbolique de ce recul de la gauche dans ces terres ouvrières du Nord est celle de la maire de Lille et ancienne emblématique ministre de l'Emploi Martine Aubry, battue par un jeune inconnu dans une circonscription où elle avait recueilli plus de 60 % des voix en 1997. De son côté, le FN ne parvient à provoquer aucune triangulaire, mais se hisse au second tour dans le cadre de duels avec le PS à Dunkerque-ouest, et avec l'UMP dans le secteur de Maubeuge. D'une manière générale, l'extrême-droite ne retrouve pas les scores qui avaient permis à Jean-Marie Le Pen d'arriver en première position le 21 avril 2002.
| Circonscription | Député sortant                             | Parti | Parti    | Député élu ou réélu     | Parti | Parti |
| --------------- | ------------------------------------------ | ----- | -------- | ----------------------- | ----- | ----- |
| 1e              | Bernard Roman                              |       | PS       | Bernard Roman           |       | PS    |
| 2e              | Bernard Derosier                           |       | PS       | Bernard Derosier        |       | PS    |
| 3e              | Alain Cacheux                              |       | PS       | Christian Decocq        |       | UMP   |
| 4e              | Marc-Philippe Daubresse                    |       | UDF (FD) | Marc-Philippe Daubresse |       | UMP   |
| 5e              | Bernard Davoine suppléant de Martine Aubry |       | PS       | Sébastien Huyghe        |       | UMP   |
| 6e              | Thierry Lazaro                             |       | RPR      | Thierry Lazaro          |       | UMP   |
| 7e              | André Lebrun suppléant de Guy Hascoët      |       | PS       | Francis Vercamer        |       | UMP   |
| 8e              | Dominique Baert                            |       | PS       | Gérard Vignoble         |       | UDF   |
| 9e              | Patrick Delnatte                           |       | RPR      | Patrick Delnatte        |       | UMP   |
| 10e             | Jean-Pierre Balduyck                       |       | PS       | Christian Vanneste      |       | UMP   |
| 11e             | Yves Durand                                |       | PS       | Yves Durand             |       | PS    |
| 12e             | Jean Le Garrec                             |       | PS       | Jean Le Garrec          |       | PS    |
| 13e             | Franck Dhersin                             |       | RPR      | Michel Delebarre        |       | PS    |
| 14e             | Monique Denise                             |       | PS       | Jean-Pierre Decool      |       | UMP   |
| 15e             | Jean Delobel                               |       | PS       | Jean Delobel            |       | PS    |
| 16e             | Georges Hage                               |       | PCF      | Georges Hage            |       | PCF   |
| 17e             | Marc Dolez                                 |       | PS       | Marc Dolez              |       | PS    |
| 18e             | Brigitte Douay                             |       | PS       | François-Xavier Villain |       | UMP   |
| 19e             | Patrick Leroy                              |       | PCF      | Patrick Roy             |       | PS    |
| 20e             | Alain Bocquet                              |       | PCF      | Alain Bocquet           |       | PCF   |
| 21e             | Jean-Louis Borloo                          |       | UDF (FD) | Jean-Louis Borloo       |       | UMP   |
| 22e             | Christian Bataille                         |       | PS       | Christian Bataille      |       | PS    |
| 23e             | Jean-Claude Decagny                        |       | UDF (FD) | Jean-Claude Decagny     |       | UMP   |
| 24e             | Marcel Dehoux                              |       | PS       | Marcel Dehoux           |       | PS    |

## Oise

Députés élus de l'Oise par circonscription

La gauche est passée tout près du scénario catastrophe dans l'Oise. Elle a bien failli perdre l'ensemble des cinq sièges qu'elle détenait jusqu'ici, mais finalement sauve de justesse, par seulement 50,50 % des suffrages, celui de Creil. Ce sont les quatre circonscriptions de la moitié nord-ouest du département qui basculent à droite. L'une d'elles, celle de Beauvais-Ouest, est gagnée par le président UMP du conseil général Jean-François Mancel. Dans le secteur de Clermont, le vainqueur UMP Édouard Courtial a vu sa tache facilitée par les déchirures au sein de la gauche, le PS ayant investi son propre candidat contre le député divers gauche sortant.
| Circonscription | Député sortant     | Parti | Parti | Député élu ou réélu    | Parti | Parti |
| --------------- | ------------------ | ----- | ----- | ---------------------- | ----- | ----- |
| 1re             | Yves Rome          |       | PS    | Olivier Dassault       |       | UMP   |
| 2e              | Béatrice Marre     |       | PS    | Jean-François Mancel   |       | UMP   |
| 3e              | Michel Françaix    |       | PS    | Michel Françaix        |       | PS    |
| 4e              | Arthur Dehaine     |       | RPR   | Éric Woerth            |       | UMP   |
| 5e              | Lucien Degauchy    |       | RPR   | Lucien Degauchy        |       | UMP   |
| 6e              | Patrice Carvalho   |       | PCF   | François-Michel Gonnot |       | UMP   |
| 7e              | Jean-Pierre Braine |       | PS    | Édouard Courtial       |       | UMP   |

## Orne

Députés élus de l'Orne par circonscription

Une nouvelle fois, la droite triomphe dans ce département qu'elle dirige et qui lui accorde très souvent ses faveurs. Les trois députés sortants sont confortablement réélus, et deux d'eux d'entre eux s'offrent le luxe d'une victoire dès le premier tour : Jean-Claude Lenoir dans l'est et Sylvia Bassot dans le nord.
| Circonscription | Député sortant     | Parti | Parti    | Député élu ou réélu | Parti | Parti |
| --------------- | ------------------ | ----- | -------- | ------------------- | ----- | ----- |
| 1re             | Yves Deniaud       |       | RPR      | Yves Deniaud        |       | UMP   |
| 2e              | Jean-Claude Lenoir |       | UDF (AD) | Jean-Claude Lenoir  |       | UMP   |
| 3e              | Sylvia Bassot      |       | UDF (PR) | Sylvia Bassot       |       | UMP   |

## Pas-de-Calais

Députés élus du Pas-de-Calais par circonscription

Dans ce bastion socialiste qu'est le Pas-de-Calais, la gauche offre une résistance plus solide que dans le département voisin du Nord. La droite doit se contenter d'une seule prise sur le camp adverse. Il s'agit de la circonscription de Béthune où l'UMP André Flajolet a bénéficié des querelles intestines à la gauche locale et du "parachutage" manqué de l'ancienne ministre socialiste Marie-Noëlle Lienemann, investie en dépit de la candidature du député chevènementiste sortant. Autre figure nationale qui a fait irruption sur la scène politique locale, Jack Lang a eu plus de réussite que son ancienne collègue du gouvernement Jospin, puisqu'il l'emporte dans le secteur de Boulogne-sur-Mer. La gauche dispose donc d'un total de douze sièges contre seulement deux pour la droite. Plus grave pour cette dernière, elle est toujours quasiment absente de l'ancien bassin minier. En effet, les candidats UMP n'ont pas été en mesure de se maintenir au second tour dans les circonscriptions de Carvin, de Liévin, de Lens et d'Hénin-Beaumont. Dans cette zone qui a subi de plein fouet les effets des restructurations industrielles, le FN fait figure de principale force d'opposition au PS local. La fille du dirigeant frontiste Marine Le Pen est celle des candidats d'extrême-droite qui obtient le score le plus élevé.
| Circonscription | Député sortant                            | Parti | Parti            | Député élu ou réélu    | Parti | Parti         |
| --------------- | ----------------------------------------- | ----- | ---------------- | ---------------------- | ----- | ------------- |
| 1re             | Jean-Pierre Defontaine                    |       | PRG              | Jean-Pierre Defontaine |       | PRG           |
| 2e              | Catherine Génisson                        |       | PS               | Catherine Génisson     |       | PS            |
| 3e              | Jean-Claude Leroy                         |       | PS               | Jean-Claude Leroy      |       | PS            |
| 4e              | Léonce Deprez                             |       | UDF (FD)         | Léonce Deprez          |       | UMP           |
| 5e              | Guy Lengagne                              |       | Divers gauche    | Guy Lengagne           |       | Divers gauche |
| 6e              | Dominique Dupilet                         |       | PS               | Jack Lang              |       | PS            |
| 7e              | Gilles Cocquempot suppléant d'André Capet |       | PS               | Gilles Cocquempot      |       | PS            |
| 8e              | Michel Lefait                             |       | PS               | Michel Lefait          |       | PS            |
| 9e              | Bernard Seux                              |       | Pôle républicain | André Flajolet         |       | UMP           |
| 10e             | Serge Janquin                             |       | PS               | Serge Janquin          |       | PS            |
| 11e             | Marcel Cabiddu                            |       | PS               | Marcel Cabiddu         |       | PS            |
| 12e             | Jean-Pierre Kucheida                      |       | PS               | Jean-Pierre Kucheida   |       | PS            |
| 13e             | Jean-Claude Bois                          |       | PS               | Jean-Claude Bois       |       | PS            |
| 14e             | Albert Facon                              |       | PS               | Albert Facon           |       | PS            |

## Puy-de-Dôme

Députés élus du Puy-de-Dôme par circonscription

Les grands équilibres politiques locaux restent inchangés dans ce département dominé par le PS, si l'on excepte la conquête par le PCF de la circonscription de Thiers, le long de la bordure orientale du département, aux dépens du PS. Le candidat communiste s'est imposé après une primaire qui l'a opposé à la candidate socialiste qui n'a pas su prendre la succession du député PS sortant. Pour sa part, l'UMP Louis Giscard d'Estaing n'a pas connu les mêmes difficultés pour prendre la suite de son père, l'ancien Président de la République, dans le secteur de Chamalières, dans l'ouest. Celui-ci est toujours le seul du Puy-de-Dôme à accorder sa confiance à la droite.
| Circonscription | Député sortant           | Parti | Parti    | Député élu ou réélu     | Parti | Parti |
| --------------- | ------------------------ | ----- | -------- | ----------------------- | ----- | ----- |
| 1re             | Odile Saugues            |       | PS       | Odile Saugues           |       | PS    |
| 2e              | Alain Néri               |       | PS       | Alain Néri              |       | PS    |
| 3e              | Valéry Giscard d'Estaing |       | UDF (PR) | Louis Giscard d'Estaing |       | UMP   |
| 4e              | Jean-Paul Bacquet        |       | PS       | Jean-Paul Bacquet       |       | PS    |
| 5e              | Maurice Adevah-Pœuf      |       | PS       | André Chassaigne        |       | PCF   |
| 6e              | Jean Michel              |       | PS       | Jean Michel             |       | PS    |

## Pyrénées-Atlantiques

Députés élus des Pyrénées-Atlantiques par circonscription

Dans ce fief démocrate-chrétien, l'UDF fait jeu égal avec les deux grandes forces politiques nationales. Ancien président du conseil général, le chef du parti centriste François Bayrou reprend le siège qu'il avait dû abandonner trois ans plus tôt lors de son élection au Parlement européen. Mieux implanté dans le nord du département, le PS garde les circonscriptions de Pau-Centre et d'Orthez, mais perd celle de Bayonne où le député socialiste sortant est largement distancé. Elle échoit à l'UMP Jean Grenet et s'ajoute à celle de Biarritz où la ministre de la Défense Michèle Alliot-Marie frôle la victoire dès le premier tour.
| Circonscription | Député sortant                          | Parti | Parti    | Député élu ou réélu      | Parti | Parti |
| --------------- | --------------------------------------- | ----- | -------- | ------------------------ | ----- | ----- |
| 1re             | Martine Lignières-Cassou                |       | PS       | Martine Lignières-Cassou |       | PS    |
| 2e              | François Bayrou                         |       | UDF (FD) | François Bayrou          |       | UDF   |
| 3e              | André Labarrère                         |       | PS       | David Habib              |       | PS    |
| 4e              | Michel Inchauspé                        |       | RPR      | Jean Lassalle            |       | UDF   |
| 5e              | Jean Espilondo suppléant de Nicole Péry |       | PS       | Jean Grenet              |       | UMP   |
| 6e              | Michèle Alliot-Marie                    |       | RPR      | Michèle Alliot-Marie     |       | UMP   |

## Hautes-Pyrénées

Députés élus des Hautes-Pyrénées par circonscription

À contre-courant des vents dominants au niveau national, la gauche locale consolide son emprise sur la délégation parlementaire des Hautes-Pyrénées, département dont elle dirige le conseil général. Effectivement elle s'empare du seul siège qui lui échappait jusqu'ici, celui de Philippe Douste-Blazy qui est parti tenter sa chance dans la Haute-Garonne voisine. Il revient à la radicale de gauche Chantal Robin-Rodrigo. C'est l'ancien ministre socialiste Jean Glavany qui recueille le meilleur score, dans la circonscription du nord-ouest.
| Circonscription | Député sortant                                   | Parti  | Parti  | Député élu ou réélu   | Parti | Parti |
| --------------- | ------------------------------------------------ | ------ | ------ | --------------------- | ----- | ----- |
| 1re             | Pierre Forgues                                   |        | PS     | Pierre Forgues        |       | PS    |
| 2e              | Vacant                                           | Vacant | Vacant | Chantal Robin-Rodrigo |       | PRG   |
| 3e              | Chantal Robin-Rodrigo suppléante de Jean Glavany |        | PS     | Jean Glavany          |       | PS    |

## Pyrénées-Orientales

Députés élus des Pyrénées-Orientales par circonscription

À la faveur de la "vague bleue", la droite enlève trois des quatre sièges des Pyrénées-Orientales à la gauche. La circonscription de Céret, dans le sud-est, est la seule à reconduire un député socialiste. L'UMP obtient son plus beau succès dans le secteur de Perpignan, si l'on se réfère aux suffrages recueillis, mais sa victoire la plus forte symboliquement est celle obtenue sur le président socialiste du conseil général Christian Bourquin dans la circonscription de Prades.
| Circonscription | Député sortant     | Parti | Parti | Député élu ou réélu | Parti | Parti |
| --------------- | ------------------ | ----- | ----- | ------------------- | ----- | ----- |
| 1re             | Jean Vila          |       | PCF   | Daniel Mach         |       | UMP   |
| 2e              | Jean Codognès      |       | PS    | Arlette Franco      |       | UMP   |
| 3e              | Christian Bourquin |       | PS    | François Calvet     |       | UMP   |
| 4e              | Henri Sicre        |       | PS    | Henri Sicre         |       | PS    |

## Bas-Rhin

Députés élus du Bas-Rhin par circonscription

Pour la deuxième fois consécutive, la droite manque de très peu le grand chelem dans ce département où elle exerce une position dominante. C'est la circonscription de Strasbourg-centre qui lui échappe de nouveau, le député socialiste sortant y étant réélu avec une faible marge puisqu'il récolte 50,21 % des voix. La capitale alsacienne, dont la mairie a basculé à droite en 2001, est effectivement le lieu où la compétition est la plus disputée. Ses deux anciens maires socialistes Catherine Trautmann et Roland Ries sont néanmoins battus. Dans le reste du département, la droite se trouve en situation de quasi-monopole. Quatre de ses députés sortants sont élus dès le premier tour, parmi lesquels Émile Blessig qui est resté fidèle à l'UDF. Dans le secteur de Haguenau, la véritable compétition fut interne à la droite et se solda par la victoire du candidat investi par l'UMP. Dans celui de Sélestat, le second tour se résuma en un affrontement entre la droite et l'extrême-droite. Le Bas-Rhin est l'un des départements où Jean-Marie Le Pen est arrivé en tête le 21 avril 2002, avec 23,38 % des suffrages.
| Circonscription | Député sortant                               | Parti | Parti     | Député élu ou réélu | Parti | Parti |
| --------------- | -------------------------------------------- | ----- | --------- | ------------------- | ----- | ----- |
| 1re             | Armand Jung suppléant de Catherine Trautmann |       | PS        | Armand Jung         |       | PS    |
| 2e              | Marc Reymann                                 |       | UDF (CDS) | Marc Reymann        |       | UMP   |
| 3e              | André Schneider                              |       | RPR       | André Schneider     |       | UMP   |
| 4e              | Yves Bur                                     |       | UDF (FD)  | Yves Bur            |       | UMP   |
| 5e              | Germain Gengenwin                            |       | UDF (CDS) | Antoine Herth       |       | UMP   |
| 6e              | Alain Ferry                                  |       | MDR       | Alain Ferry         |       | UMP   |
| 7e              | Émile Blessig                                |       | UDF (FD)  | Émile Blessig       |       | UDF   |
| 8e              | François Loos                                |       | UDF (Rad) | François Loos       |       | UMP   |
| 9e              | Bernard Schreiner                            |       | RPR       | Bernard Schreiner   |       | UMP   |

## Haut-Rhin

Députés élus du Haut-Rhin par circonscription

La droite caracole en tête dans l'ensemble des circonscriptions et prive la gauche des deux sièges que le PS avait arraché en 1997, ceux de Mulhouse-Centre et de Cernay. Dans les première et troisième circonscriptions, il n'a suffit d'un seul tour pour que les députés UMP sortants soient reconduits. La gauche ne parvint à qualifier aucun de ses représentants pour le second tour dans les secteurs de Wintzenheim dans le nord-est et à Mulhouse-Nord. Elle fut contrainte d'arbitrer un duel interne à la droite dans le premier cas, et un affrontement entre centristes et frontistes dans le second.
| Circonscription                                 | Député sortant       | Parti | Parti         | Député élu ou réélu | Parti | Parti |
| ----------------------------------------------- | -------------------- | ----- | ------------- | ------------------- | ----- | ----- |
| 1re                                             | Gilbert Meyer        |       | RPR           | Gilbert Meyer       |       | UMP   |
| 2e                                              | Marc Dumoulin*       |       | Divers droite | Jean-Louis Christ   |       | UMP   |
| 3e                                              | Jean-Luc Reitzer     |       | RPR           | Jean-Luc Reitzer    |       | UMP   |
| 4e                                              | Jean Ueberschlag     |       | RPR           | Jean Ueberschlag    |       | UMP   |
| 5e                                              | Jean-Marie Bockel    |       | PS            | Arlette Grosskost   |       | UMP   |
| 6e                                              | Francis Hillmeyer    |       | UDF           | Francis Hillmeyer   |       | UDF   |
| 7e                                              | Jean-Pierre Baeumler |       | PS            | Michel Sordi        |       | UMP   |
| * député sortant ne se représentant pas en 2002 |                      |       |               |                     |       |       |

## Rhône

Députés élus du Rhône par circonscription

Dans ce département qu'elle dirige et où elle est régulièrement majoritaire, la droite conquiert une circonscription supplémentaire qui s'ajoute aux neuf qu'elle détenait jusqu'ici. En effet, l'UMP Georges Fenech s'impose dans le secteur de Givors, au sud, face au député socialiste sortant Gabriel Montcharmont. La gauche préserve ses quatre bastions rhodaniens les plus solides, dans la périphérie nord et est de l'agglomération lyonnaise, c'est-à-dire les secteurs de Villeurbanne, de Vaulx-en-Velin, de Vénissieux et de Meyzieu (dans le cadre d'une triangulaire impliquant le FN Bruno Gollnisch dans ce dernier cas). Mais les espoirs que la gauche nourrissait à Lyon depuis la conquête de la mairie par le socialiste Gérard Collomb en 2001, sont déçus. Les quatre circonscriptions lyonnaises sont gagnées par la droite avec plus de dix points d'écart. Ancien président du conseil régional et ancien candidat à la mairie de Lyon, l'ex-UDF Charles Millon manque son "parachutage" contre son vieil ennemi Jean-Jack Queyranne. Dans le reste du département, notamment dans les zones les moins densément peuplées, l'UMP l'emporte haut la main.
| Circonscription | Député sortant                               | Parti | Parti    | Député élu ou réélu   | Parti | Parti |
| --------------- | -------------------------------------------- | ----- | -------- | --------------------- | ----- | ----- |
| 1e              | Bernadette Isaac-Sibille                     |       | UDF (FD) | Anne-Marie Comparini  |       | UMP   |
| 2e              | Henry Chabert                                |       | RPR      | Emmanuel Hamelin      |       | UMP   |
| 3e              | Jean-Michel Dubernard                        |       | RPR      | Jean-Michel Dubernard |       | UMP   |
| 4e              | Raymond Barre                                |       | app. UDF | Christian Philip      |       | UMP   |
| 5e              | Jean Rigaud                                  |       | UDF (AD) | Philippe Cochet       |       | UMP   |
| 6e              | Jean-Paul Bret                               |       | PS       | Nathalie Gautier      |       | PS    |
| 7e              | Jacky Darne suppléant de Jean-Jack Queyranne |       | PS       | Jean-Jack Queyranne   |       | PS    |
| 8e              | Robert Lamy                                  |       | RPR      | Robert Lamy           |       | UMP   |
| 9e              | Bernard Perrut                               |       | UDF (PR) | Bernard Perrut        |       | UMP   |
| 10e             | Jean Besson                                  |       | RPR      | Jean Besson           |       | UMP   |
| 11e             | Gabriel Montcharmont                         |       | PS       | Georges Fenech        |       | UMP   |
| 12e             | Michel Terrot                                |       | RPR      | Michel Terrot         |       | UMP   |
| 13e             | Martine David                                |       | PS       | Martine David         |       | PS    |
| 14e             | André Gerin                                  |       | PCF      | André Gerin           |       | PCF   |

## Haute-Saône

Députés élus de la Haute-Saône par circonscription

Conformément à la tendance nationale, la Haute-Saône, bien que dirigée par la gauche, connait une forte poussée à droite. L'UMP s'octroie tous les sièges, faisant chuter les députés sortants Jean-Pierre Michel (divers gauche) et Jean-Paul Mariot (socialiste). De son côté, le député-maire UMP de Vesoul Alain Joyandet est aisément réélu dans la circonscription du sud.
| Circonscription | Député sortant     | Parti | Parti         | Député élu ou réélu | Parti | Parti |
| --------------- | ------------------ | ----- | ------------- | ------------------- | ----- | ----- |
| 1re             | Christian Bergelin |       | RPR           | Alain Joyandet      |       | UMP   |
| 2e              | Jean-Pierre Michel |       | Divers gauche | Maryvonne Briot     |       | UMP   |
| 3e              | Jean-Paul Mariot   |       | app. PS       | Michel Raison       |       | UMP   |

## Saône-et-Loire

Députés élus de Saône-et-Loire par circonscription

Dans ce département qui évolue fréquemment au gré des rapports de force nationaux, la droite prend le dessus en enlevant à la gauche les circonscriptions d'Autun et de Charolles, dans l'ouest. Si les UMP Gérard Voisin et Dominique Perben, alors garde des sceaux, sont confortablement réélus, respectivement dans les secteurs de Mâcon et de Chalon-sur-Saône, le socialiste Arnaud Montebourg, qui s'était illustré dans son combat pour la traduction en justice de Jacques Chirac, sort victorieux du duel qui l'opposait à l'avocat Francis Szpiner, connu pour sa proximité avec l'Élysée.
| Circonscription | Député sortant    | Parti | Parti    | Député élu ou réélu | Parti | Parti |
| --------------- | ----------------- | ----- | -------- | ------------------- | ----- | ----- |
| 1re             | Gérard Voisin     |       | UDF (PR) | Gérard Voisin       |       | UMP   |
| 2e              | Jacques Rebillard |       | PRG      | Jean-Marc Nesme     |       | UMP   |
| 3e              | André Billardon   |       | PS       | Jean-Paul Anciaux   |       | UMP   |
| 4e              | Didier Mathus     |       | PS       | Didier Mathus       |       | PS    |
| 5e              | Dominique Perben  |       | RPR      | Dominique Perben    |       | UMP   |
| 6e              | Arnaud Montebourg |       | PS       | Arnaud Montebourg   |       | PS    |

## Sarthe

Députés élus de la Sarthe par circonscription

La "vague bleue" emporte toutes les circonscriptions de la Sarthe sur son passage. La gauche perd ainsi ses deux sièges et, dans ce contexte peu favorable, semble avoir rencontré des difficultés pour assurer la transition après la retraite des deux députés socialistes sortants. En effet, les candidats investis par le PS pour prendre leur succession, dans les secteurs de La Flèche et de Mamers, sont distancés de dix à treize points. Le ministre des Affaires sociales François Fillon, quant à lui, recueille la majorité des suffrages dès le premier tour.
| Circonscription | Député sortant      | Parti | Parti    | Député élu ou réélu | Parti | Parti |
| --------------- | ------------------- | ----- | -------- | ------------------- | ----- | ----- |
| 1re             | Pierre Hellier      |       | UDF (PR) | Pierre Hellier      |       | UMP   |
| 2e              | Jean-Marie Geveaux  |       | RPR      | Jean-Marie Geveaux  |       | UMP   |
| 3e              | Guy-Michel Chauveau |       | PS       | Béatrice Pavy       |       | UMP   |
| 4e              | François Fillon     |       | RPR      | François Fillon     |       | UMP   |
| 5e              | Jean-Claude Boulard |       | PS       | Dominique Le Mèner  |       | UMP   |

## Savoie

Députés élus de la Savoie par circonscription

Dans ce département qui accorde généralement sa préférence à la droite, les députés UMP sortants sont reconduits. Le ministre de l'Agriculture Hervé Gaymard n'a eu besoin que d'un seul tour dans la circonscription du nord-est. Ses collègues obtiennent des scores avoisinant les 60 % au second tour.
| Circonscription | Député sortant | Parti | Parti    | Député élu ou réélu | Parti | Parti |
| --------------- | -------------- | ----- | -------- | ------------------- | ----- | ----- |
| 1re             | Dominique Dord |       | UDF (PR) | Dominique Dord      |       | UMP   |
| 2e              | Hervé Gaymard  |       | RPR      | Hervé Gaymard       |       | UMP   |
| 3e              | Michel Bouvard |       | RPR      | Michel Bouvard      |       | UMP   |

## Haute-Savoie

Députés élus de la Haute-Savoie par circonscription

Comme attendu, la droite fait à nouveau carton plein en Haute-Savoie, l'un de ses fiefs. Qu'ils aient rejoint la nouvelle formation présidentielle ou qu'ils soient restés fidèles à leur parti d'origine, tel le maire UDF d'Annecy Bernard Bosson, ses quatre députés sortants qui sollicitaient un nouveau mandat franchissent la barre des 60 % dans chacune de leurs circonscriptions. Dans le secteur de Bonneville, la succession est réussie puisque l'UMP Martial Saddier obtient un score supérieur à celui de son prédécesseur en 1997. C'est aussi celui où la gauche est la plus faible puisque pour la deuxième fois consécutive aucun de ses candidats n'a passé l'épreuve du premier tour.
| Circonscription | Député sortant                                 | Parti | Parti    | Député élu ou réélu | Parti | Parti |
| --------------- | ---------------------------------------------- | ----- | -------- | ------------------- | ----- | ----- |
| 1re             | Bernard Accoyer                                |       | RPR      | Bernard Accoyer     |       | UMP   |
| 2e              | Bernard Bosson                                 |       | UDF (FD) | Bernard Bosson      |       | UDF   |
| 3e              | Michel Meylan                                  |       | UDF (AD) | Martial Saddier     |       | UMP   |
| 4e              | Claude Birraux                                 |       | UDF (FD) | Claude Birraux      |       | UMP   |
| 5e              | Jean-Marc Chavanne suppléant de Pierre Mazeaud |       | RPR      | Jean-Marc Chavanne  |       | UMP   |

## Paris

Députés élus de Paris par circonscription

| Circonscription                                 | Député sortant                                  | Parti | Parti | Député élu ou réélu        | Parti | Parti         |
| ----------------------------------------------- | ----------------------------------------------- | ----- | ----- | -------------------------- | ----- | ------------- |
| 1re                                             | Laurent Dominati*                               |       | DL    | Martine Billard            |       | Les Verts     |
| 2e                                              | Jean Tiberi                                     |       | RPR   | Jean Tiberi                |       | UMP           |
| 3e                                              | Martine Aurillac                                |       | RPR   | Martine Aurillac           |       | UMP           |
| 4e                                              | Pierre Lellouche                                |       | RPR   | Pierre Lellouche           |       | UMP           |
| 5e                                              | Tony Dreyfus                                    |       | PS    | Tony Dreyfus               |       | PS            |
| 6e                                              | Georges Sarre                                   |       | MDC   | Danièle Hoffman-Rispal     |       | PS            |
| 7e                                              | Patrick Bloche                                  |       | PS    | Patrick Bloche             |       | PS            |
| 8e                                              | Jean de Gaulle                                  |       | RPR   | Jean de Gaulle             |       | UMP           |
| 9e                                              | Jean-Marie Le Guen                              |       | PS    | Jean-Marie Le Guen         |       | PS            |
| 10e                                             | Serge Blisko                                    |       | PS    | Serge Blisko               |       | PS            |
| 11e                                             | Nicole Catala                                   |       | RPR   | Yves Cochet                |       | Les Verts     |
| 12e                                             | Édouard Balladur                                |       | RPR   | Édouard Balladur           |       | UMP           |
| 13e                                             | René Galy-Dejean                                |       | RPR   | René Galy-Dejean           |       | UMP           |
| 14e                                             | Claude Goasguen                                 |       | DL    | Claude Goasguen            |       | UMP           |
| 15e                                             | Gilbert Gantier                                 |       | DL    | Gilbert Gantier            |       | UDF           |
| 16e                                             | Bernard Pons                                    |       | RPR   | Françoise de Panafieu      |       | Divers droite |
| 17e                                             | Françoise de Panafieu                           |       | RPR   | Annick Lepetit             |       | PS            |
| 18e                                             | Christophe Caresche                             |       | PS    | Christophe Caresche        |       | PS            |
| 19e                                             | Daniel Marcovitch* suppléant de Daniel Vaillant |       | PS    | Daniel Vaillant            |       | PS            |
| 20e                                             | Jean-Christophe Cambadélis                      |       | PS    | Jean-Christophe Cambadélis |       | PS            |
| 21e                                             | Michel Charzat                                  |       | PS    | Michel Charzat             |       | PS            |
| * député sortant ne se représentant pas en 2002 |                                                 |       |       |                            |       |               |

## Seine-Maritime

Députés élus de la Seine-Maritime par circonscription

La "vague bleue" déferle et fait de nombreuses "victimes" parmi les députés de gauche sortants de Seine-Maritime, département que la gauche dirige et qui lui est généralement favorable. Ainsi la droite décroche cinq sièges qui s'ajoutent aux trois qu'elle avait remportés en 1997. Ce sont les circonscriptions les moins densément peuplés qui ont basculé vers la majorité présidentielle: celles de Barentin, de Fécamp, d'Yvetot, de Dieppe et de Gournay-en-Bray. La gauche résiste un peu mieux dans les deux grandes agglomérations: le communiste Daniel Paul est réélu au Havre-nord de même que Laurent Fabius et ses collègues socialistes dans la périphérie de Rouen. Le PS a même été tout près de gagner le secteur de Rouen-centre.
| Circonscription | Député sortant                           | Parti | Parti      | Député élu ou réélu      | Parti | Parti      |
| --------------- | ---------------------------------------- | ----- | ---------- | ------------------------ | ----- | ---------- |
| 1re             | Patrick Herr                             |       | UDF (FD)   | Patrick Herr             |       | UDF (FD)   |
| 2e              | Pierre Albertini                         |       | UDF (PPDF) | Pierre Albertini         |       | UDF (PPDF) |
| 3e              | Pierre Bourguignon                       |       | PS         | Pierre Bourguignon       |       | PS         |
| 4e              | Didier Marie suppléant de Laurent Fabius |       | PS         | Laurent Fabius           |       | PS         |
| 5e              | Jean-Claude Bateux                       |       | PS         | Jean-Claude Bateux       |       | PS         |
| 6e              | Paul Dhaille                             |       | PS         | Denis Merville           |       | UMP        |
| 7e              | Jean-Yves Besselat                       |       | RPR        | Jean-Yves Besselat       |       | UMP        |
| 8e              | Daniel Paul                              |       | PCF        | Daniel Paul              |       | PCF        |
| 9e              | Patrick Jeanne                           |       | PS         | Daniel Fidelin           |       | UMP        |
| 10e             | Gérard Fuchs                             |       | PS         | Alfred Trassy-Paillogues |       | UMP        |
| 11e             | Christian Cuvilliez                      |       | PCF        | Édouard Leveau           |       | UMP        |
| 12e             | Alain Le Vern                            |       | PS         | Michel Lejeune           |       | UMP        |

## Seine-et-Marne

Députés élus de Seine-et-Marne par circonscription

L'UMP règne sans partage sur la Seine-et-Marne en reprenant à la gauche les quatre sièges que la droite avait laissé échapper en 1997. Elle conforte sa mainmise sur ce département dont elle dirige le conseil général. Les circonscriptions qui reviennent dans le giron de la droite sont celles de Meaux-Mitry, reprise par le porte-parole du gouvernement Jean-François Copé, de Torcy, de Pontault-Combault et de Melun-Montereau. Dans ce dernier secteur, l'UMP Yves Jégo a su tirer parti des divisions de la gauche locale, puisqu'une primaire particulièrement serrée s'y est livrée entre le candidat investi par le PS et le député chevènementiste sortant.
| Circonscription | Député sortant     | Parti | Parti            | Député élu ou réélu | Parti | Parti |
| --------------- | ------------------ | ----- | ---------------- | ------------------- | ----- | ----- |
| 1re             | Jean-Claude Mignon |       | RPR              | Jean-Claude Mignon  |       | UMP   |
| 2e              | Didier Julia       |       | RPR              | Didier Julia        |       | UMP   |
| 3e              | Pierre Carassus    |       | Pôle républicain | Yves Jégo           |       | UMP   |
| 4e              | Christian Jacob    |       | RPR              | Christian Jacob     |       | UMP   |
| 5e              | Guy Drut           |       | RPR              | Guy Drut            |       | UMP   |
| 6e              | Nicole Bricq       |       | PS               | Jean-François Copé  |       | UMP   |
| 7e              | Charles Cova       |       | RPR              | Charles Cova        |       | UMP   |
| 8e              | Daniel Vachez      |       | PS               | Chantal Brunel      |       | UMP   |
| 9e              | Jacques Heuclin    |       | PS               | Guy Geoffroy        |       | UMP   |

## Yvelines

Députés élus des Yvelines par circonscription

Comme prévu, la droite réalise le grand chelem dans les Yvelines, département qui est l'un de ceux où elle obtient fréquemment ses meilleurs scores. Ceci est rendu possible par la reconquête, par la droite, des circonscriptions de Mantes-la-Jolie et de Trappes, où l'ancienne ministre socialiste de la Culture Catherine Tasca s'incline. Dans le secteur du Chesnay, le second tour donna lieu à un affrontement interne à la droite dont la députée UDF sortante Anne-Marie Idrac sortit victorieuse aux dépens du représentant de l'UMP.
| Circonscription | Député sortant                                      | Parti | Parti    | Député élu ou réélu  | Parti | Parti |
| --------------- | --------------------------------------------------- | ----- | -------- | -------------------- | ----- | ----- |
| 1re             | Étienne Pinte                                       |       | RPR      | Étienne Pinte        |       | UMP   |
| 2e              | Franck Borotra nsrp                                 |       | RPR      | Valérie Pécresse     |       | UMP   |
| 3e              | Anne-Marie Idrac                                    |       | UDF (FD) | Anne-Marie Idrac     |       | UDF   |
| 4e              | Pierre Lequiller                                    |       | DL       | Pierre Lequiller     |       | UMP   |
| 5e              | Jacques Myard                                       |       | RPR      | Jacques Myard        |       | UMP   |
| 6e              | Pierre Morange suppléant de Michel Péricard, décédé |       | RPR      | Pierre Morange       |       | UMP   |
| 7e              | Pierre Cardo                                        |       | DL       | Pierre Cardo         |       | UMP   |
| 8e              | Annette Peulvast-Bergeal                            |       | PS       | Pierre Bédier        |       | UMP   |
| 9e              | Henri Cuq                                           |       | RPR      | Henri Cuq            |       | UMP   |
| 10e             | Christine Boutin                                    |       | UMP      | Christine Boutin     |       | UMP   |
| 11e             | Guy Malandain suppléant de Catherine Tasca          |       | app. PS  | Jean-Michel Fourgous |       | UMP   |
| 12e             | Jacques Masdeu-Arus                                 |       | RPR      | Jacques Masdeu-Arus  |       | UMP   |

## Deux-Sèvres

Députés élus des Deux-Sèvres par circonscription

Aucun changement notable dans les équilibres politiques des Deux-Sèvres. Les deux circonscriptions du sud restent à gauche et celles du nord à droite. Dans la troisième circonscription, l'UMP Jean-Marie Morisset n'a eu besoin que d'un seul tour pour se faire réélire. Personnalité locale la plus connue au niveau national, l'ancienne ministre socialiste Ségolène Royal l'emporte avec dix points d'avance sur son concurrent, mais un score moins élevé qu'en 1997.
| Circonscription                                 | Député sortant                                  | Parti | Parti | Député élu ou réélu       | Parti | Parti |
| ----------------------------------------------- | ----------------------------------------------- | ----- | ----- | ------------------------- | ----- | ----- |
| 1re                                             | Geneviève Perrin-Gaillard                       |       | PS    | Geneviève Perrin-Gaillard |       | PS    |
| 2e                                              | Jean-Pierre Marché* suppléant de Ségolène Royal |       | PS    | Ségolène Royal            |       | PS    |
| 3e                                              | Jean-Marie Morisset                             |       | UDF   | Jean-Marie Morisset       |       | UMP   |
| 4e                                              | Dominique Paillé                                |       | UDF   | Dominique Paillé          |       | UMP   |
| * député sortant ne se représentant pas en 2002 |                                                 |       |       |                           |       |       |

## Somme

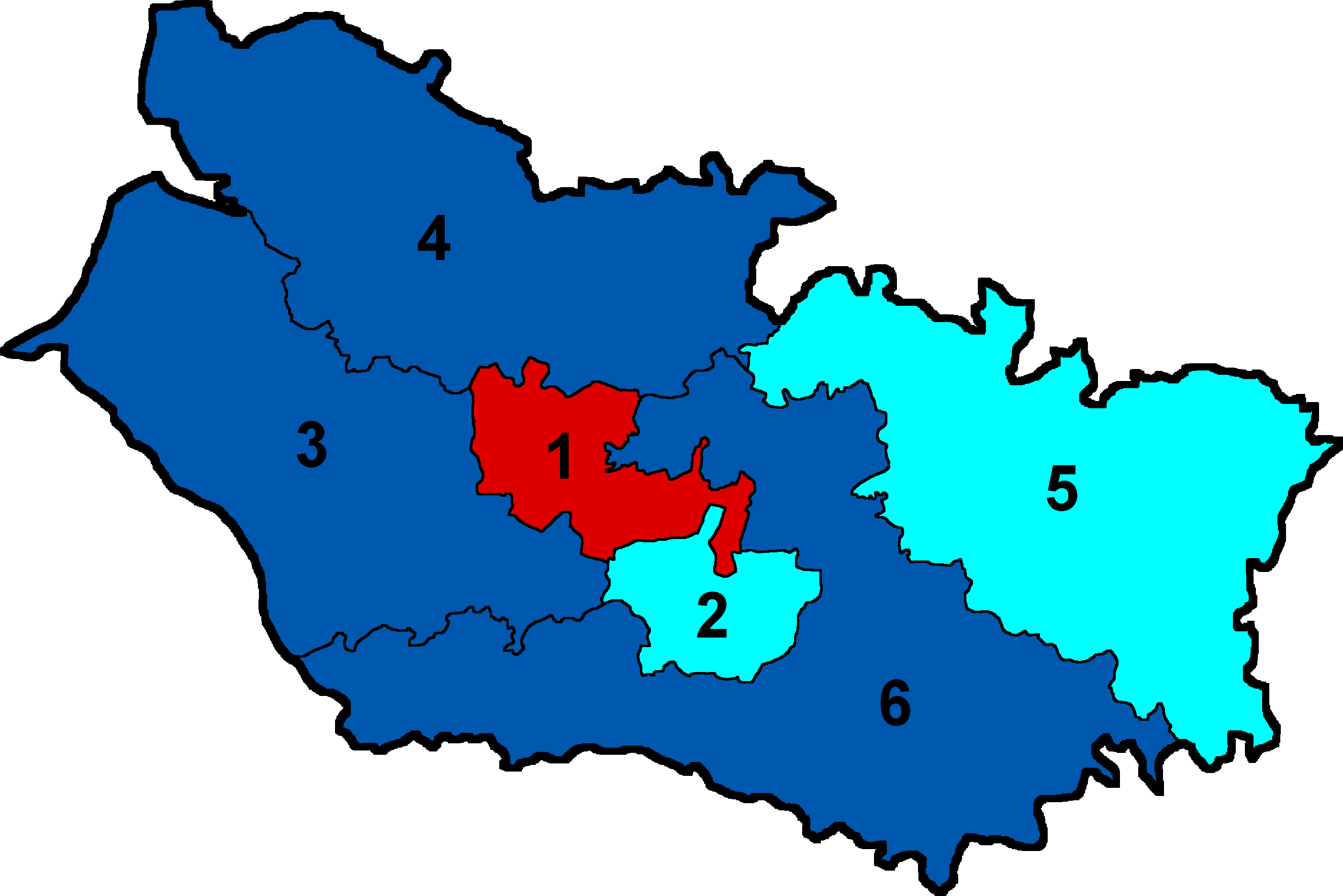
Députés élus de la Somme par circonscription

Le communiste Maxime Gremetz est le seul député de gauche à sauver son siège dans ce département qui d'habitude penche plutôt à gauche. Une cuisante défaite est infligée au PS dont les trois députés sortants sont battus. L'influence des chasseurs a semble-t-il beaucoup pesé dans l'échec du porte-parole du PS Vincent Peillon, qui était devenu l'une de leurs bêtes noires. Le candidat CPNT avait récolté 14,82 % des voix au premier tour dans sa circonscription. Cette poussé à droite ne bénéficie pas seulement à l'UMP puisque l'UDF gagne deux sièges. Sa principale personnalité locale, le ministre centriste des Transports et maire d'Amiens Gilles de Robien est réélu dès le premier tour.
| Circonscription | Député sortant       | Parti | Parti | Député élu ou réélu | Parti | Parti |
| --------------- | -------------------- | ----- | ----- | ------------------- | ----- | ----- |
| 1re             | Maxime Gremetz       |       | PCF   | Maxime Gremetz      |       | PCF   |
| 2e              | Gilles de Robien     |       | UDF   | Gilles de Robien    |       | UDF   |
| 3e              | Vincent Peillon      |       | PS    | Jérôme Bignon       |       | UMP   |
| 4e              | Francis Hammel       |       | PS    | Joël Hart           |       | UMP   |
| 5e              | Gautier Audinot nsrp |       | RPR   | Stéphane Demilly    |       | UDF   |
| 6e              | Jacques Fleury       |       | PS    | Alain Gest          |       | UMP   |

## Tarn

Députés élus du Tarn par circonscription

La défaite de la députée socialiste sortante Monique Collange dans le secteur de Mazamet, au sud, ramène les deux coalitions à égalité dans ce département dirigé par le PS. Dans la circonscription de Castres, le duel interne à la droite tourne à l'avantage de l'ex-pasquaïen Philippe Folliot aux dépens du maire UMP.
| Circonscription | Député sortant       | Parti | Parti | Député élu ou réélu | Parti | Parti |
| --------------- | -------------------- | ----- | ----- | ------------------- | ----- | ----- |
| 1re             | Paul Quilès          |       | PS    | Paul Quilès         |       | PS    |
| 2e              | Thierry Carcenac     |       | PS    | Thierry Carcenac    |       | PS    |
| 3e              | Jacques Limouzy nsrp |       | RPR   | Philippe Folliot    |       | RPF   |
| 4e              | Monique Collange     |       | PS    | Bernard Carayon     |       | UMP   |

## Tarn-et-Garonne

Députés élus de Tarn-et-Garonne par circonscription

La "vague bleue" déferle sur ce département dirigé par la gauche. Les deux députés socialistes sortants sont battus, distancés de près de dix points par leurs tombeurs UMP
| Circonscription | Député sortant   | Parti | Parti | Député élu ou réélu | Parti | Parti |
| --------------- | ---------------- | ----- | ----- | ------------------- | ----- | ----- |
| 1re             | Roland Garrigues |       | PS    | Brigitte Barèges    |       | UMP   |
| 2e              | Jean-Paul Nunzi  |       | PS    | Jacques Briat       |       | UMP   |

## Var

Députés élus du Var par circonscription

L'UMP domine la scène politique varoise en raflant l'ensemble des sièges, au point que dans la plupart des circonscriptions l'enjeu principal fut la seconde place, convoitée tant par le PS que par le FN. Le second tour donna lieu à un duel droite/gauche dans les deux secteurs toulonnais, à un duel droite/extrême-droite dans ceux de Hyères, de Fréjus et de La Seyne-sur-Mer, et à une triangulaire dans ceux de Draguignan et de Brignoles. Les trois députés socialistes sortants sont évincés, parmi lesquels Odette Casanova qui avait conquis la circonscription de Toulon-sud dans le cadre d'une partielle, à la suite de l'invalidation de l'élection du seul député FN élu en 1997, Jean-Marie Le Chevallier, alors maire de la ville. Le 21 avril 2002, Jean-Marie Le Pen était arrivé premier dans le département avec 23,55 % des voix.
| Circonscription | Député sortant                         | Parti | Parti    | Député élu ou réélu     | Parti | Parti |
| --------------- | -------------------------------------- | ----- | -------- | ----------------------- | ----- | ----- |
| 1re             | Odette Casanova                        |       | PS       | Geneviève Levy          |       | UMP   |
| 2e              | Robert Gaïa                            |       | PS       | Philippe Vitel          |       | UMP   |
| 3e              | Jean-Pierre Giran                      |       | RPR      | Jean-Pierre Giran       |       | UMP   |
| 4e              | Jean-Michel Couve                      |       | RPR      | Jean-Michel Couve       |       | UMP   |
| 5e              | François Léotard                       |       | UDF (PR) | Georges Ginesta         |       | UMP   |
| 6e              | Guy Menut suppléant de Maurice Janetti |       | PS       | Josette Pons            |       | UMP   |
| 7e              | Arthur Paecht                          |       | UDF (PR) | Jean-Sébastien Vialatte |       | UMP   |

## Vaucluse

Députés élus de Vaucluse par circonscription

La droite fait carton plein dans le Vaucluse. L'effondrement de la gauche en général et du PS en particulier, déjà noté au moment de l’élection présidentielle (Lionel Jospin n'a recueilli que 12,09 % des suffrages exprimés) est confirmé. Les deux députés socialistes sortants s'inclinent dans les deux circonscriptions du sud, dont celle d'Avignon. Dans la partie nord du département le second tour vit s'opposer l'UMP et le FN, et la droite l'emporta y compris contre Jacques Bompard, le maire FN d'Orange. Avec 25,79 % des suffrages, Jean-Marie Le Pen avait obtenu dans ce département l'un de ses meilleurs résultats le 21 avril 2002.
| Circonscription | Député sortant                             | Parti | Parti | Député élu ou réélu | Parti | Parti |
| --------------- | ------------------------------------------ | ----- | ----- | ------------------- | ----- | ----- |
| 1re             | Cécile Helle suppléante d'Élisabeth Guigou |       | PS    | Marie-Josée Roig    |       | UMP   |
| 2e              | André Borel                                |       | PS    | Maurice Giro        |       | UMP   |
| 3e              | Jean-Michel Ferrand                        |       | RPR   | Jean-Michel Ferrand |       | UMP   |
| 4e              | Thierry Mariani                            |       | RPR   | Thierry Mariani     |       | UMP   |

## Vendée

Députés élus de la Vendée par circonscription

Dans ce département historiquement ancré à droite, cette dernière triomphe et permet à la plupart de ses composantes de décrocher une représentation. Parmi les cinq députés sortants, seul l'UMP Dominique Caillaud, à La Roche-sur-Yon-Sud, dut attendre le soir du second tour pour voir sa reconduction entérinée. Président du conseil général et personnalité locale la plus connue au niveau national, Philippe de Villiers se félicite d'être l'un des députés métropolitains les mieux élus, en récoltant plus des deux tiers des voix dès le premier tour. 
| Circonscription | Député sortant       | Parti | Parti | Député élu ou réélu | Parti                                                     | Parti |
| --------------- | -------------------- | ----- | --- | --- | --------------------------------------------------------- | ----- |
| 1re             | Jean-Luc Préel       |       | UDF (AD) | Jean-Luc Préel |                                                           | UDF   |
| 2e              | Dominique Caillaud   |       | LDI | Dominique Caillaud |                                                           | UMP   |
| 3e              | Louis Guédon         |       | RPR | Louis Guédon |                                                           | UMP   |
| 4e              | Philippe de Villiers |       | puis {{Node-count limit exceeded\|parti=}}}} {{Node-count limit exceeded\|supprimée\|\| {{Node-count limit exceeded\|oui\| {{Node-count limit exceeded}} {{Node-count limit exceeded\|0\|[[{{{Node-count limit exceeded}}}]]\|{{{Node-count limit exceeded}}}}} {{Node-count limit exceeded}} {{Node-count limit exceeded\|}} | 0\|[[{{{Node-count limit exceeded}}}]]\|{{{Node-count limit exceeded}}}}} {{Node-count limit exceeded}} {{Node-count limit exceeded\|}}}} {{Node-count limit exceeded}}- }} {{Node-count limit exceeded\|num_circ=5\|département=Vendée | parti_sortant=UDF-PR\|nom_élu=Joël Sarlot\|parti_élu=DL}} |       |

## Vienne
Node-count limit exceeded

Députés élus de la Vienne par circonscription

L'UMP frôle l'exploit, puisqu'elle passe tout près du grand chelem. En effet, si la droite prive la gauche de la circonscription de Poitiers-Sud, dont le député socialiste sortant ne se représentait pas, elle échoue de peu à faire chuter le trésorier du PS Alain Claeys à Poitiers-Nord. De leur côté, les deux députés UMP sortants sont confortablement réélus, Jean-Pierre Abelin dans le nord et Arnaud Lepercq au sud.
Node-count limit exceeded

## Haute-Vienne
Node-count limit exceeded

Députés élus de la Haute-Vienne par circonscription

En dépit d'un contexte national difficile, la Haute-Vienne n'a pas dérogé à sa réputation de terre de prédilection du PS. S'il a laissé échappé la circonscription de Limoges-Centre, celle où ses assises sont les moins solides, à l'ancien magistrat Alain Marsaud qui portait les couleurs de l'UMP, il préserve sans difficulté ses trois autres sièges. Candidat dans le sud-est, le député-maire socialiste de Limoges Alain Rodet est celui qui obtient le score le plus élevé.
Node-count limit exceeded

## Vosges
Node-count limit exceeded

Députés élus des Vosges par circonscription

La droite reprend possession de la totalité des sièges dans ce département qu'elle dirige et où elle avait dû abandonner deux circonscriptions à la gauche en 1997. Les deux députés de gauche sortants s'inclinent dans les secteurs de Saint-Dié-des-Vosges et de Neufchâteau. Après avoir pris la succession de Philippe Séguin à la mairie d'Épinal, l'UMP Michel Heinrich reprend son siège parlementaire en franchissant la barre des 60 % des voix. Dans la circonscription voisine, la bonne implantation locale a fait la différence dans la primaire à droite qui opposait le député sortant François Vannson au candidat investi par l'UMP et soutenu par le président du conseil général et du Sénat Christian Poncelet.
Node-count limit exceeded

## Yonne
Node-count limit exceeded

Députés élus de l'Yonne par circonscription

Dans ce département conservateur, la gauche perd son unique siège, celui de l'ancien ministre socialiste Henri Nallet qui avait été rétrocédé au maire PS d'Avallon au cours de la précédente législature. Les deux députés UMP sortants sont aisément réélus, dont le controversé président du conseil régional de Bourgogne Jean-Pierre Soisson dans le secteur d'Auxerre, ville qui a pourtant basculé à gauche lors des précédentes élections municipales
Node-count limit exceeded

## Territoire de Belfort
Node-count limit exceeded

Députés élus du Territoire de Belfort par circonscription

Une page se tourne dans le Territoire de Belfort. Le combat que se sont livré socialistes et chevènementistes, pendant et aux lendemains de la campagne présidentielle de 2002, aura été fatal à la gauche et rendu possible le basculement à droite des deux circonscriptions. Au nord, le président socialiste de l'Assemblée nationale Raymond Forni doit céder son siège, de même que Jean-Pierre Chevènement au sud. Maire de Belfort, l'ancien ministre avait été élu député pour la première fois en 1973. Lorsqu'après sa démission du gouvernement Jospin il avait souhaité retrouver son siège, il avait battu Michel Zumkeller avec plus de 65 % des voix. C'est ce même candidat qui le prive de son mandat parlementaire moins de deux ans plus tard.
Node-count limit exceeded

## Essonne
Node-count limit exceeded

Députés élus de l'Essonne par circonscription

La droite gagne un siège supplémentaire qui vient s'ajouter aux six qu'elle avait gagnés en 1997. Toute tendance politique confondue, le socialiste Yves Tavernier est le seul député sortant à ne pas être reconduit, dans le secteur de Brétigny-sur-Orge. Ancien membre du cabinet de Lionel Jospin, maire d'Évry depuis 2001, Manuel Valls remporte son duel face au maire UMP de Corbeil-Essonnes Serge Dassault dans l'unique circonscription dont le député sortant ne se représentait pas. Au premier tour, les projecteurs ont été braqués sur la primaire très médiatique, dans le secteur des Ulis, entre l'ancien porte-parole des Verts Stéphane Pocrain et l'ex-juge d'instruction Éric Halphen, qui se présentait sous les couleurs chevènementistes. C'est le premier qui l'emporta avant de s'incliner au second tour devant le député UMP sortant Pierre Lasbordes.
Node-count limit exceeded

## Hauts-de-Seine
Node-count limit exceeded

Députés élus des Hauts-de-Seine par circonscription

Aucune modification n'est apportée aux équilibres politiques départementaux. Dans cette terre de contrastes, la droite est toujours largement majoritaire avec dix sièges contre trois pour la gauche, qui reviennent, en l'occurrence, au PCF. En effet, les trois "îlots rouges" de ce "département bleu" que sont les circonscriptions populaires de Gennevilliers, de Nanterre et de Montrouge n'ont pas été recouverts par la vague nationale, tandis que le PS ne parvient toujours pas à décrocher le moindre siège. Logiquement, la meilleure performance est accomplie à Neuilly-sur-Seine, par le député-maire UMP sortant et ministre de l'Intérieur Nicolas Sarkozy, qui écrase une nouvelle fois la concurrence en rassemblant près de 69 % des voix dès le premier tour, dans cette circonscription bourgeoise. Le "parachutage" de l'UMP Patrick Ollier pour prendre la succession du gaulliste historique Jacques Baumel à Rueil-Malmaison est réussi. En fait, le résultat le plus indécis tomba dans le secteur de Levallois-Perret où la compétition acharnée au sein de la droite locale a débouché sur une "triangulaire" entre le très controversé maire de la ville Patrick Balkany, le député UMP sortant Olivier de Chazeaux et l'opposant socialiste Gilles Catoire. Les trois hommes ont fini dans un mouchoir de poche puisque Patrick Balkany fut élu avec seulement 1,67 points de plus que le candidat PS et 1,75 points de plus que son concurrent de droite.
Node-count limit exceeded

## Seine-Saint-Denis
Node-count limit exceeded

Députés élus de la Seine-Saint-Denis par circonscription

Bien qu'en recul, la gauche reste largement majoritaire avec neuf sièges sur treize. La domination communiste sur la Seine-Saint-Denis, l'un des deux derniers départements dirigés par le PCF, s'effrite quelque peu avec la perte de la circonscription de Drancy-Bobigny au profit du centriste Jean-Christophe Lagarde, par seulement vingt-deux voix d'écart. Le PCF reste tout de même la première force politique départementale avec cinq sièges. C'est dans l'arrondissement de Saint-Denis, au nord-ouest, que les communistes ont les assises les plus solides. Prétendant à la suprématie départementale, le PS sauve ses quatre sièges et réussit le "parachutage" de l'ancienne ministre Élisabeth Guigou dans le secteur de Bondy. En revanche, le divers gauche apparenté socialiste Alain Calmat s'incline face au maire UMP du Raincy et ancien ministre Éric Raoult. La droite progresse légèrement dans ce département où elle est structurellement minoritaire, avec quatre sièges contre deux durant la précédente législature.
Node-count limit exceeded

## Val-de-Marne
Node-count limit exceeded

Députés élus du Val-de-Marne par circonscription

Le basculement de la circonscription de L'Haÿ-les-Roses, dans le sud-ouest, avec la défaite du député socialiste sortant Patrick Sève donne l'avantage à la droite qui dispose à présent de sept sièges contre cinq pour la gauche. Pour le PS, cette perte est compensée par la prise de la circonscription de Villejuif aux dépens du député communiste sortant Claude Billard. Pour le PCF, le coup est rude à la fois symboliquement, puisqu'il s'agit de l'ancien fief de Georges Marchais, et politiquement car il se trouve réduit à la portion congrue avec un seul siège conservé dans ce département qui est l'un des derniers dont il dirige le conseil général. La droite garde facilement ses circonscriptions dans la moitié nord-ouest du Val-de-Marne et lorsque des conflits internes l'ont déchirée, l'investiture de l'UMP fut décisive. Ainsi le maire de Villiers-sur-Marne Jacques-Alain Bénisti a remporté la primaire à droite qui l'opposait au député UDF sortant Jean-Jacques Jégou. De même, à Champigny-sur-Marne-ouest, Marie-Anne Montchamp a triomphé du député sortant et dissident Pierre Aubry.
Node-count limit exceeded

## Val-d'Oise
Node-count limit exceeded

Députés élus du Val-d'Oise par circonscription

Forte poussée à droite dans le Val-d'Oise, la majorité présidentielle prenant le dessus en conquérant trois sièges sur le camp adverse, ce qui porte son total à sept sièges. En face, le député-maire socialiste sortant de Gonesse Jean-Pierre Blazy et l'ancien ministre des Finances Dominique Strauss-Kahn sont les deux seuls rescapés, dans l'extrémité orientale du département. Parmi les battus figurent l'ancienne ministre socialiste de la Santé Dominique Gillot dans la circonscription de Saint-Ouen-l'Aumône et surtout le chef du PCF Robert Hue dans le secteur d'Argenteuil. Son tombeur UMP a semble-t-il bénéficié d'un bon report des voix frontistes. Jean-Marie Le Pen avait appelé à faire barrage au dirigeant communiste.

## Guadeloupe

Députés élus de la Guadeloupe par circonscription

L'hécatombe dont ont été victimes les quatre députés sortants, quelles que soient leurs appartenances politiques, est le trait caractéristique de ce scrutin de 2002 en Guadeloupe. Il en résulte un rééquilibrage au profit de la droite, et plus particulièrement de l'UMP, qui s'empare des circonscriptions de Pointe-Noire et du Gosier. Dans cette dernière, c'est une figure locale, l'ancien communiste et fondateur du PPDG, Ernest Moutoussamy, qui doit abandonner ce siège qu'il détenait depuis 1981. La gauche peut se consoler avec la prise du secteur de Basse-Terre par le chef de file du PS local Victorin Lurel aux dépens du député UMP sortant Philippe Chaulet. À Pointe-à-Pitre, c'est un ancien militant socialiste Éric Jalton qui s'impose de justesse.
Node-count limit exceeded

## Martinique

Députés élus de la Martinique par circonscription

Pour la première fois de son histoire, le PPM, l'ancienne formation d'Aimé Césaire, n'a aucun représentant à l'Assemblée nationale. Camille Darsières, le successeur du poète de la "négritude", est sévèrement sanctionné dans la circonscription de Fort-de-France-est. La droite est l'autre perdante du scrutin puisque le député UMP sortant de Basse-Pointe Anicet Turinay est battu par le socialiste Louis-Joseph Manscour. De son côté, le président du conseil régional et dirigeant indépendantiste Alfred Marie-Jeanne sauve de justesse son siège.
Node-count limit exceeded

## Guyane

Députés élus de la Guyane par circonscription

Les électeurs guyanais ont choisi la stabilité en reconduisant leurs deux députés sortants. Dans la foulée de sa campagne présidentielle pour le compte du PRG, Christiane Taubira, par ailleurs chef du parti guyanais Walwari, conserve son siège dans le secteur de Cayenne. Pour sa part, le secrétaire d'État au Tourisme Léon Bertrand est lui aussi facilement réélu, face au maire de Kourou membre du même mouvement politique que Christiane Taubira.
Node-count limit exceeded

## La Réunion
Node-count limit exceeded

Députés élus de La Réunion par circonscription

Le PCR de Paul Vergès, président du conseil régional, est le grand perdant de ce scrutin législatif de 2002. En effet, les communistes réunionnais ne sauvegardent qu'un seul des trois sièges qu'ils détenaient jusqu'à présent, celui d'Huguette Bello dans l'ouest de l'île. Ils perdent ceux de Claude Hoarau, dans le nord-est, et d'Élie Hoarau, qui ne pouvait se représenter pour cause de peine d'inéligibilité. Cette dernière circonscription revient au socialiste Christophe Payet et compense ainsi la lourde défaite du député socialiste sortant de Saint-Denis, Michel Tamaya. Finalement, la droite améliore ses positions en prenant possession de trois sièges contre un seul durant la précédente législature.
Node-count limit exceeded

## Saint-Pierre-et-Miquelon
Node-count limit exceeded

Députés élus de Saint-Pierre-et-Miquelon par circonscription

Le scrutin à Saint-Pierre-et-Miquelon se résume à un véritable plébiscite pour le député UMP sortant Gérard Grignon. Non seulement il améliore de près de dix-sept points son score de 1997, mais il semble qu'il ait mordu sur une partie non négligeable de l'électorat qui s'était porté sur les candidats de gauche au premier tour.
Node-count limit exceeded

## Mayotte

Députés élus de Mayotte par circonscription

Le siège de Mayotte échoit au vice-président UMP du conseil régional Mansour Kamardine. Battu en 1997 par le centriste Henry Jean-Baptiste, qui cette fois ne se représentait pas, il évince au second tour un candidat UDF. Mayotte s'ajoute ainsi à la liste des prises du parti présidentiel sur le mouvement centriste.
Node-count limit exceeded

## Wallis-et-Futuna

Députés élus de Mayotte par circonscription

Le scrutin législatif de 2002 a été une nouvelle fois très disputé à Wallis-et-Futuna mais, comme en 1997, c'est Victor Brial, investi par l'UMP, qui l'emporte sur le fil. Il n'obtient que 58 voix de plus que son rival Divers gauche.
Node-count limit exceeded

## Nouvelle-Calédonie

Députés élus de la Nouvelle-Calédonie par circonscription

Principale figure caldoche, député depuis 1978 et président UMP de la Province Sud, Jacques Lafleur est une nouvelle fois réélu mais a dû, pour la première fois, passer l'épreuve d'un second tour. De plus, son score du premier tour laissait entrevoir une majorité beaucoup plus large au second. Il semble que son adversaire centriste ait su rassembler sur son nom une grande part des opposants à Jacques Lafleur puisqu'il triple son score entre les deux tours. Président indépendantiste de la Province Nord, membre du parti Palika, composante du FLNKS, Paul Néaoutyine franchit le premier tour mais ne parvient pas à rattraper son rival UMP, le député sortant Pierre Frogier.
Node-count limit exceeded

## Polynésie française

Députés élus de la Polynésie française par circonscription

L'UMP se trouve en situation de monopole en Polynésie française, ses candidats étant élus dès le premier tour dans les deux circonscriptions.
Node-count limit exceeded